# Apeldoorn (stad)

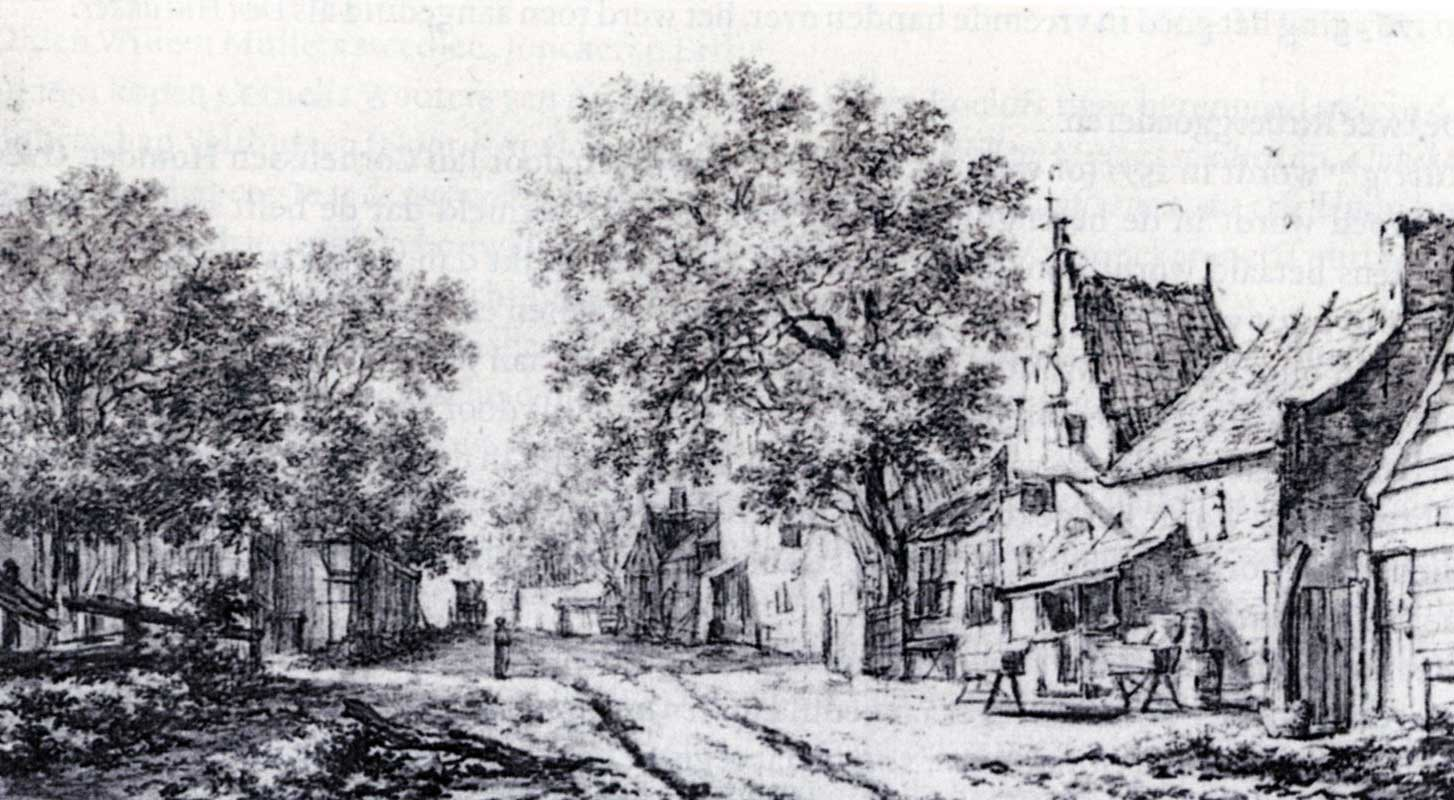
Apeldoorn in de 17e eeuw door Jacob van Ruisdael

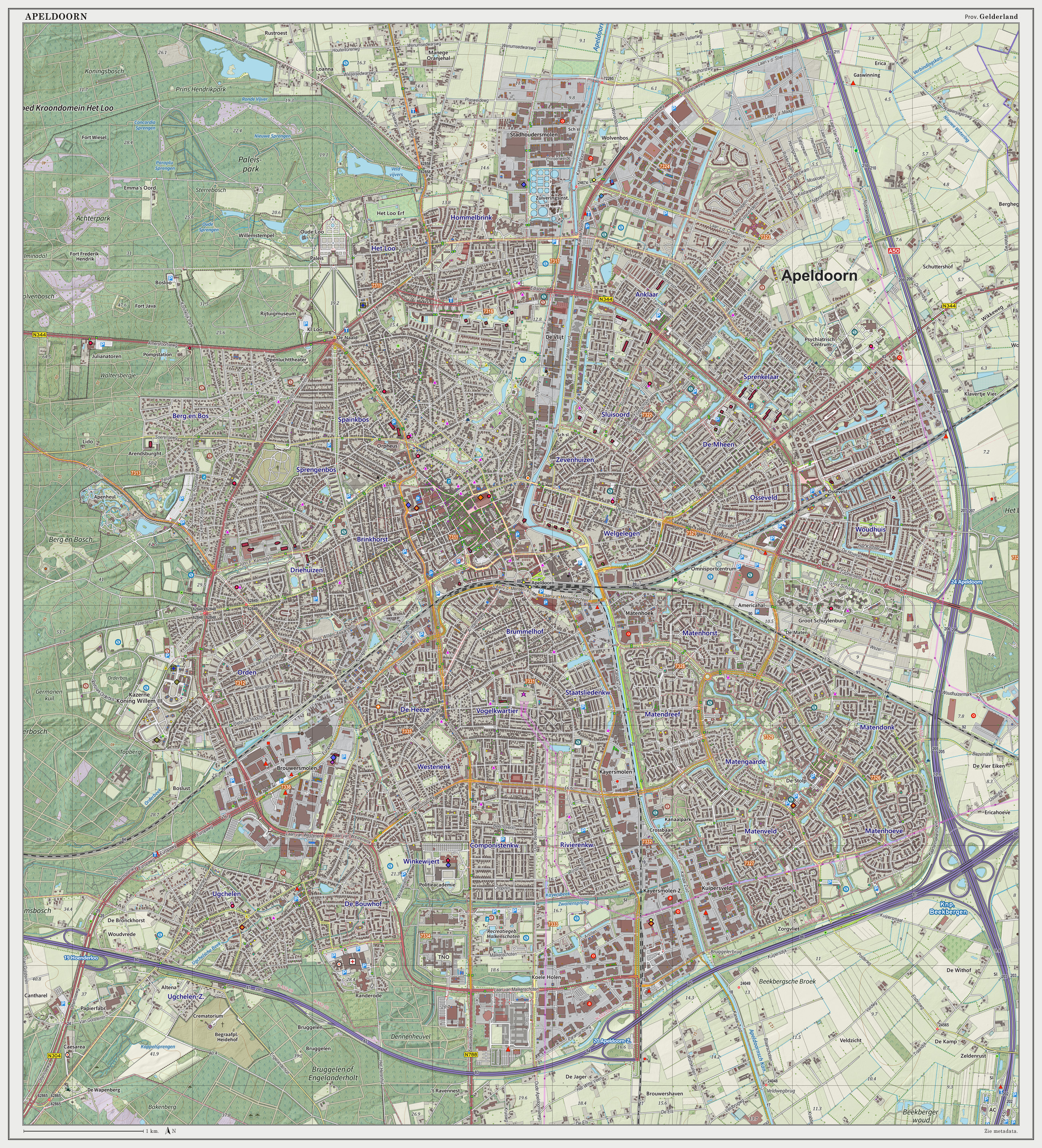
Topografische kaart van Apeldoorn (woonplaats), sept. 2014

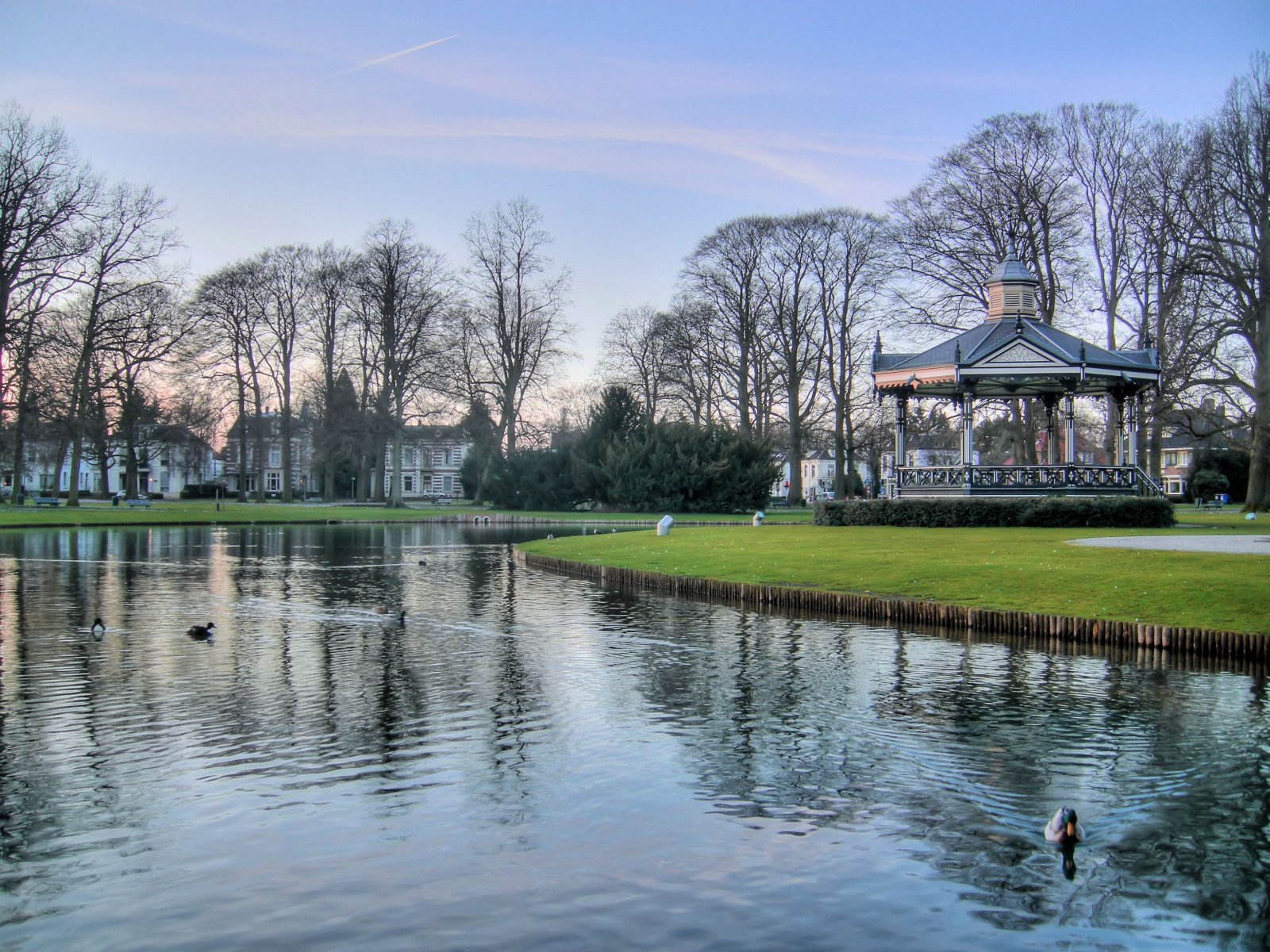
Oranjepark

Apeldoorn (uitspraakⓘ) (Nedersaksisch: Apeldoorne) is een stad in de Nederlandse provincie Gelderland. Het is de hoofdplaats van de gelijknamige gemeente. De stad telde per 1 januari 2023 141.255 inwoners. Omdat Ugchelen officieel wordt gerekend tot de wijk Apeldoorn Zuidwest, bedraagt het inwonertal van het stedelijk gebied rond de 150.000 inwoners. Apeldoorn ontwikkelde zich pas vanaf begin 20e eeuw tot een van de grotere plaatsen van het land. De gemeente telt 168.211 inwoners (bron: CBS).
Apeldoorn is met Deventer en Zutphen een van de hoofdplaatsen in een samenwerkingsregio van gemeenten in de provincies Gelderland en Overijssel die bekendstaat als de Stedendriehoek. Apeldoorn staat bekend om zijn stadsparken en zijn 'groene' karakter. Kenmerkend is de Apeldoornse huisjes-structuur, met veel monumentale en vrijstaande woningen en relatief weinig hoogbouw. Met ongeveer 100.000 arbeidsplaatsen is Apeldoorn een belangrijk werkgelegenheidscentrum in Midden- en Oost-Nederland.

## Geschiedenis
De geschiedenis van Apeldoorn gaat terug naar het jaar 792 toen het als "villa ut marca Appoldro" werd genoemd in een schenkingsakte.
Het is ontstaan aan de rand van het hoge middendeel van de Veluwe, een plaats die in de vroege middeleeuwen geschikt was voor landbouw. Het was een plaats waar de grond licht genoeg was om te bewerken en waar ook voldoende water aanwezig was. Het eerste deel van de naam is de vroegmiddeleeuwse vorm apa 'water', die ook voorkomt in o.a. Appen, Epe, Wezep en Wilp. Apeldoorn ligt in een concentratie van apa-namen. Het tweede deel is ontstaan uit de vorm treo, 'boom'. De oorspronkelijke betekenis van Apeldoorn en ook van o.a. Appeltern in de Betuwe en van Appeldorn in Noordrijn-Westfalen, was ongeveer 'bij een water staande bomen'.
In het begin en de eeuwen daarna was Apeldoorn een klein dorpje, dat bestond uit een paar huizen. Toen tegen het einde van de 16e eeuw de papierindustrie op gang kwam, groeide Apeldoorn snel. In 1684 kocht Willem III van Oranje het huis Het Loo en liet daarnaast Paleis Het Loo bouwen omdat Apeldoorn centraal in een jachtgebied lag. Daarna hebben meerdere leden van de koninklijke familie het paleis bewoond, tot het overlijden van koningin Wilhelmina. Ook Lodewijk Napoleon zou Paleis Het Loo als zomerresidentie gebruikt hebben. Paleis Het Loo is sinds 1984 een museum.
Om de werkgelegenheid en economie en daarmee de groei van Apeldoorn een duwtje in de rug te geven, liet koning Willem I uit eigen middelen het Apeldoorns Kanaal graven, dat loopt van de IJssel bij Hattem naar Apeldoorn en dat gereed kwam in 1829. Later, in 1868, werd dit kanaal doorgetrokken naar Dieren waar het ook weer aansluit op de IJssel. Het noordelijk deel volgt in grote lijnen het in de middeleeuwen aangelegde kanaaltje De Grift. Tegelijk schonk koning Willem I een derde deel van het benodigde kapitaal voor de aanleg van een grindpad (grotendeels langs het kanaal), dat de reistijd tussen Arnhem en Zwolle aanzienlijk verkortte. In 1876 werd Apeldoorn aangesloten op het landelijk spoorwegennet. Dit laatste zorgde voor een toename van de bedrijvigheid, maar het belang van het Apeldoorns Kanaal nam daarmee af. In 1962 werd het noordelijk deel gesloten, gevolgd door het zuidelijk deel in 1972.

### Tweede Wereldoorlog
Tijdens de Tweede Wereldoorlog werd de stad gespaard voor grote oorlogsschade. Wel startten de deportaties van Joden er vroeger dan elders.

#### Deportaties van Joden
In oktober 1941 registreerde de overheid volgens het Joods Historisch Museum in Apeldoorn 1549 Joden. Onder hen waren een groot aantal vluchtelingen en ook patiënten en verplegend personeel van de twee Joodse verpleeginrichtingen in de stad. De arrestaties en deportaties begonnen in Apeldoorn al vroeg, in oktober 1941. In de loop van 1942 werden de meeste Joodse bewoners van Apeldoorn gedeporteerd. Begin januari 1943 moesten de overgeblevenen naar Het Apeldoornsche Bosch. Van de oorspronkelijke Apeldoornse Joden overleefden 592 de oorlog niet. Er is een monument aan hen gewijd.
In 1909 was aan de Zutphensestraat, die toen nog buiten Apeldoorn lag, een groot Joods psychiatrisch ziekenhuis verrezen, Het Apeldoornsche Bosch. Onder persoonlijk toezicht van de SS'er Ferdinand aus der Fünten en kampcommandant Albert Gemmeker werden in januari 1943 de 1200 patiënten van Het Apeldoornsche Bosch, sommigen nog in dwangbuis, anderen onder de medicijnen of in blinde paniek, in kiepwagens naar het station gebracht, waar ze een klaarstaande goederentrein in werden gedreven. De bestemming was Auschwitz, waar ze onmiddellijk zijn vermoord. Een klein deel van het personeel ging met deze trein mee, de overige personeelsleden werden met de nog in Apeldoorn verblijvende andere Joden naar Kamp Westerbork gebracht.

#### Nieuw regeringscentrum
In 1942 had Seyss-Inquart uit veiligheidsoverwegingen besloten dat Apeldoorn het regeringscentrum moest worden en dat alle belangrijke diensten Den Haag zouden verlaten om in Apeldoorn of omgeving, zoals in Velp, Arnhem en Nijmegen, te worden gehuisvest. Bij een eventuele invasie vanuit zee zouden de diverse diensten dan nog tijd hebben zich terug te kunnen trekken naar het binnenland van Das Reich. Aanvankelijk werd dit plan door Himmler tegengehouden, maar in 1943 vertrokken toch de eerste diensten naar Apeldoorn, gevolgd in 1944 door meer diensten.

#### Hoofdkwartier Seyss-Inquart
In Apeldoorn was gedurende de tweede helft van de oorlog het hoofdkwartier van het Duitse opperbevel in een villa aan de Loolaan gevestigd. Arthur Seyss-Inquart en Hanns Rauter hebben hier kantoor gehouden, toen ze het in Den Haag te gevaarlijk vonden worden. In de tuin liet Seyss-Inquart in 1943 vóór zijn vestiging een communicatiebunker bouwen. Deze bunker was kleiner en soberder uitgevoerd dan die in Wassenaar. 

#### Woeste Hoeve
Na het begin van de Operatie Market Garden op 17 september 1944, werden Arnhem en de plaatsen in de directe omgeving daarvan geëvacueerd op last van de bezetter. Van de evacués kwamen er ongeveer 30.000 terecht in Apeldoorn, een aanzienlijke belasting voor de stad die aan het begin van de oorlog 70.000 inwoners telde. Er ontstond meteen een voedseltekort. Daardoor pleegde een Apeldoornse verzetsgroep nabij Woeste Hoeve in de nacht van 6 op 7 maart 1945 een onbedoelde aanslag op de hoogste SS'er in Nederland, generaal Hanns Albin Rauter. De bedoeling van het verzet was een Duits legervoertuig te bemachtigen; men wist niet dat Rauter zich in de auto bevond. De verzetsgroep van Geert Gosens kreeg de opdracht om met een vrachtauto het vlees bij een slachterij in Epe op te halen voordat de Duitsers dat zouden doen. Rauter raakte zwaargewond maar overleefde het vuurgevecht. Hij is in Apeldoorn tot het einde van de oorlog verpleegd. De Duitsers lieten als represaille enkele honderden gevangenen executeren, waarvan 117 bij Woeste Hoeve.

#### Executies en razzia's
Op 2 oktober 1944 executeerden de bezetters 8 verzetsmensen en 2 geallieerde vliegers. De lijken werden door de stad verspreid. Diezelfde middag hielden de bezetters een razzia, waarbij elfduizend mannen werden opgehaald voor spitwerk aan de IJssellinie. Van hen werden er vierduizend daadwerkelijk ingezet; de overigen konden weer naar huis. Op 2 december 1944 volgde een tweede razzia, wederom voorafgegaan door executies, nu van twaalf verzetsmensen en één geallieerde vlieger, bij de Koning Willem III-kazerne. De lijken werden nu niet door de stad verspreid. Voor hen werd in 1946 het gedenkteken Het Keienmonument aan de Sportlaan opgericht.
De trein die de dwangarbeiders vervolgens vervoerde, werd op 3 december 1944 door geallieerde jachtbommenwerpers beschoten bij het Duitse dorp Werth, 3 kilometer ten zuiden van de grens met Nederland (de Achterhoek), waarbij 20 doden vielen. Bij deze razzia werden 4.500 mannen afgevoerd naar Rees, eveneens net over de grens in Duitsland, waar zij werden ondergebracht in een steenfabriek. Deze was echter als logies volkomen onbruikbaar.

#### De bevrijding
In april 1945, toen de Canadezen Apeldoorn tot aan het Apeldoorns Kanaal wisten te bevrijden, waren de Canadezen van plan de rest van Apeldoorn zwaar te beschieten. De Duitsers waren zich echter al aan het terugtrekken. Om burgerslachtoffers te voorkomen, staken twee verzetsstrijders 's nachts het bewaakte Apeldoorns Kanaal over om de Canadezen hiervoor te waarschuwen. Daardoor kon de stad op 17 april gemakkelijk worden bevrijd door de 48th Highlanders of Canada. Jaarlijks, rond 12 april, worden op de Canadese Begraafplaats in Holten alle gesneuvelde Canadese militairen herdacht. Bij deze herdenking wordt specifiek stilgestaan bij de militairen van het Regiment 48th Highlanders of Canada, vanwege hun belangrijke rol in de bevrijding van de Veluwe en Apeldoorn. Deze herdenking wordt georganiseerd door de 48th Highlanders of Holland Pipes and Drums. 

##### Canadees Bevrijdingsmonument
Apeldoorn bezit sinds 2 mei 2000 het Nationaal Canadees Bevrijdingsmonument. Dit is opgericht als hulde voor de grote Canadese bijdrage aan de bevrijding van Nederland. Bijna zesduizend Canadese soldaten verloren daarbij hun leven. Canada en Apeldoorn hebben een bijzondere relatie met elkaar, omdat tegen het eind van de oorlog het laatste Canadese hoofdkwartier in Paleis Het Loo gevestigd was. Het initiatief tot de oprichting van het monument kwam van Comité Nationaal Canadees Monument. Prinses Margriet onthulde het monument. De grootste Canadese oorlogsbegraafplaats in Nederland ligt in Holten, 40 km naar het oosten. 
Bij Dow's Lake in de Canadese hoofdstad Ottawa staat een bronzen replica van het beeld (‘Twin Monument’). Dit gedenkteken is onthuld op 11 mei 2002, eveneens door prinses Margriet.

#### Oorlogsgraven
Op de begraafplaats Heidehof te  Ugchelen (gemeente Apeldoorn) liggen op het Brits Ereveld 55 RAF-vliegers en twee andere geallieerde slachtoffers begraven.
Op de Canadese Begraafplaats in Holten zijn in totaal 1.394 Canadese militairen begraven, slachtoffers van bevrijdingsoperaties in Oost- en Noord-Nederland en Noord-Duitsland. Negentien van hen behoorden tot het regiment 48th Highlanders of Canada (betrokken bij de bevrijding van Apeldoorn), onder wie hun commandant Lt-Col Donald MacKenzie. Deze militairen werden aanvankelijk tijdelijk begraven in de dijk bij Wilp en later herbegraven op de begraafplaats in Holten.

### Na de oorlog

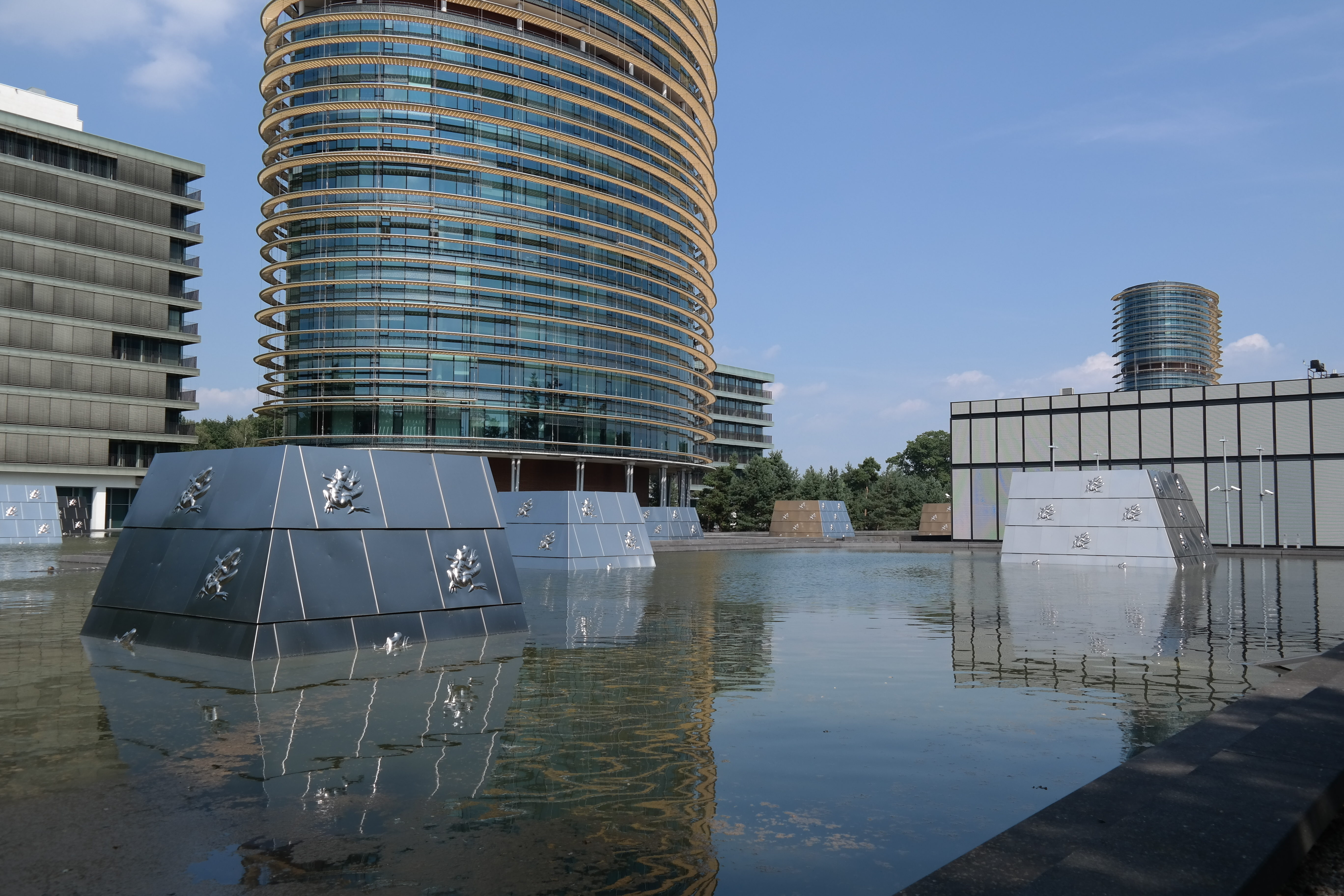
Walterboscomplex met kantoren van de Belastingdienst

Op 7 oktober 1946 kwamen tweeëntwintig leerlingen van de Christelijke H.B.S. om het leven bij een vliegtuigramp.
In de jaren zestig vestigden zich rijksdiensten (Belastingdienst, Domeinen, Kadaster) in Apeldoorn en daarmee ook vele andere bedrijven. Het aantal inwoners groeide weer snel. Daartoe werden in de jaren 60 en 70 van de 20e eeuw de wijken De Maten (30.000 inwoners) en Zevenhuizen (22.000 inwoners) gebouwd. Zevenhuizen bezit de eerste echte hoogbouwwoningen van Apeldoorn.
Op 30 april 2009 werden op Koninginnedag, net tijdens de doortocht van de koninklijke autobus naar Paleis Het Loo, verscheidene toeschouwers aangereden door een auto. Als gevolg van deze aanslag, die vermoedelijk op de koninklijke familie was gericht, vielen acht doden en circa tien gewonden.

### Tijdlijn
Voor 1600
- 792: Apeldoorn voor het eerst genoemd in een schenkingsakte → "villa ut marca Appoldro"
- Eind 16e eeuw: Snelle groei door papierindustrie

17e eeuw
- 1684: Willem III van Oranje koopt huis het Loo en bouwt Paleis Het Loo centraal in jachtgebied

18e eeuw
- 1701: Nieuwe Ordermolen gebouwd, florerende papierindustrie

19e eeuw
- 1820: Eerste villa’s van de wijk De Parken worden gebouwd
- 1829: Apeldoorns Kanaal is gereed, in opdracht van Koning Willem I ter bevordering economie
- 1868: Kanaal doorgetrokken naar Dieren aansluitend op de IJssel
- 1868: Koning Willem III schenkt kapitaal voor aanleg grindpad, bereikbaarheid Arnhem-Zwolle
- 1876: Apeldoorn aangesloten op spoorwegennet, afname belang Apeldoorns Kanaal
- 1877: Koninklijke Scholengemeenschap (KSG)
- 1890: Willem III der Nederlanden overlijdt in Apeldoorn
- 1898: Parochiekerk Maria ten Hemelopneming

20e eeuw
- 1909: Het Apeldoornsche Bosch, een Joods psychiatrisch ziekenhuis, verrijst in Apeldoorn
- 1910: Bouw Julianatoren
- 1913: Gymnasium Apeldoorn
- 1919: Theologische Universiteit gevestigd in Apeldoorn
- 1920: Barnabaskerk
- 1927: Julianakerk
- 1930: Doopsgezinde kerk
- 1931: Regentessekerk
- 1932: Gereformeerde Zuiderkerk
- 1934: Hervormde Goede Herderkerk
- 1935: Aartsbisschoppelijke Klein Seminarie (huidige politieacademie)
- 1935: Teuge International Airport geopend
- 1939: Rooms-katholieke Sint Theresiakerk
- 1940: Fotovakschool naar Apeldoorn

Tweede Wereldoorlog
- 1941: Overheid registreert 1549 Joden in Apeldoorn, waarvan er 592 zullen overlijden
- 1943: 1200 patiënten van Het Apeldoornsche Bosch gedeporteerd naar Auschwitz
- 1943: Duits hoofdkwartier gevestigd in Het Apeldoornsche Bosch
- 1944: Arnhem en omgeving geëvacueerd; 30.000 evacués komen terecht in Apeldoorn, dat voor de oorlog 70.000 inwoners had
- 1944: Voedseltekorten
- 1945: Apeldoornse verzetsgroep pleegt onbedoelde aanslag op hoogste SS’er in Nederland
- 1945: Apeldoorn bevrijd door Canadezen
- 1945: Canadese hoofdkwartier gevestigd in Paleis Het Loo

Tweede helft 20e eeuw
- 1954: Eerste editie Internationale Vierdaagse Wandeltochten Apeldoorn
- 1955: Rooms-katholieke Victorkerk
- 1959: De kerk van de Gereformeerde Gemeenten
- 1960: Hoofdkantoor van het Kadaster gevestigd in Apeldoorn
- 1962: Wilhelmina der Nederlanden overlijdt in Apeldoorn
- 1962: Noordelijk deel Apeldoorns Kanaal afgesloten
- 1965: Schouwburg Orpheus opent in Apeldoorn, een van de grootste van Nederland
- 1967: Pretpark Prins Bernharddal verplaatst en bij de Koningin Juliana Toren gevoegd
- 1967: Zevenhuizen (22.000 inwoners) gebouwd met de eerste hoogbouwwoningen in de buurten Anklaar/Sprenkelaar
- 1968: Centraal Beheer Achmea gevestigd in Apeldoorn
- 1970: Het Rijkscomputercentrum (RCC) gevestigd in Apeldoorn
- 1971: Apenheul opgericht
- 1971: Wereldkampioenschap veldrijden
- 1972: Zuidelijk deel Apeldoorns Kanaal afgesloten
- 1972: Ingebruikname stadskantoor 'Westpoint'
- 1973: Aartsbisschoppelijke Klein Seminarie (1935) in gebruik genomen door politie
- 1975: Veluwsche Stoomtrein Maatschappij opgericht
- 1975: Grootste belastingkantoor van Nederland gevestigd in Apeldoorn
- 1980: Wijk De Maten gebouwd met 30.000 inwoners
- 1983: Evangelische Zendingsgemeente Menorah
- 1984: Paleis Het Loo in gebruik genomen als museum
- 1986: Centraal Beheer Achmea begint met 'even Apeldoorn bellen' als reclame-uiting
- 1999: Cultuur Onder Dak Apeldoorn (CODA) gebouwd in Apeldoorn

21e eeuw
- 2000: Nationaal Canadees Bevrijdingsmonument opgericht
- 2005: Eerste editie Drakenbootfestival, mix van roeisport en cultuur
- 2006: Internationale treinen stoppen op station Apeldoorn
- 2007: Nieuwe gebouw van ROC Aventus biedt ruimte voor ruim achtduizend leerlingen
- 2008: Opening Omnisport
- 2009: Koninginnedag, aanslag met acht doden en tien gewonden nabij Paleis Het Loo
- 2010: Hogeschool Wittenborg verhuist van Deventer naar Apeldoorn
- 2010: Politieacademie verhuist volledig naar Apeldoorn
- 2011: Wereldkampioenschappen baanwielrennen
- 2011: Europese kampioenschappen baanwielrennen
- 2013:  Europese kampioenschappen baanwielrennen
- 2016: Hogeschool Saxion gevestigd in Apeldoorn
- 2016: Eerste etappe van de Ronde van Italië in Apeldoorn
- 2017: Serious Request vindt van 18 tot 24 december plaats op het Marktplein
- 2018: Wereldkampioenschappen baanwielrennen
- 2019: Wereldkampioenschappen paracycling
- 2019: Europese kampioenschappen baanwielrennen
- 2019: De landelijke intocht van Sinterklaas vindt plaats op 16 november
- 2024: Europese kampioenschappen baanwielrennen
- 2025: Europese kampioenschappen indooratletiek

## Wijken en buurten
De stad Apeldoorn is onderverdeeld in acht wijken (CBS-wijken), die weer bestaan uit 65 buurten (CBS-buurten), namelijk:
- Apeldoorn Centrum
  - Binnenstad
  - Haven-Centrum
- Apeldoorn West
  - Brinkhorst
  - Sprengenweg-Noord
  - Sprengenbos
  - Berg en Bos
  - Driehuizen
  - Orden
  - Park Berg en Bos
- Apeldoorn Zuidwest
  - Ugchelen
  - Ugchelen-Zuid
  - De Heeze
  - Westenenk
  - Winkewijert
  - De Bouwhof
  - Brouwersmolen
  - Dennenheuvel
  - Holthuizen
  - Brouwersmolen-Zuid
  - Wernem
  - Ugchelen-Contour
  - Ugchelen Buiten
- Apeldoorn Zuid
  - Brummelhof
  - Vogelkwartier
  - Staatsliedenkwartier
  - Componistenkwartier
  - Rivierenkwartier
  - Malkenschoten
  - Kayersmolen-Noord
  - Kayersmolen-Midden
  - Kayersmolen-Zuid
- Apeldoorn Zuidoost
  - Matendreef
  - Matenhorst
  - Matendonk
  - Matenhoeve
  - Matenveld
  - Matengaarde
  - Matenhoek
  - Kuipersveld
- Apeldoorn Oost
  - Welgelegen
  - Osseveld, met als deelwijken:
  - Osseveld-West
  - Osseveld-Oost (Schoonlocht)
  - Woudhuis (Steenkamp)
  - Zonnehoeve (Apeldoornse Bos)
  - De Voorwaarts
  - Bedrijvenpark Ecofactorij
  - Bedrijvenpark Oost
- Apeldoorn Noordoost
  - (Oud-) Zevenhuizen
  - Sluisoord
  - De Mheen
  - Anklaar
  - Sprenkelaar
  - Gentiaan
  - Bedrijvenpark Apeldoorn-Noord
  - Sleutelbloem
  - Zuidbroek
- Apeldoorn Noord
  - De Parken
  - Spainkbos
  - Loolaan-Noord
  - Het Loo
  - Kerschoten-West
  - Kerschoten
  - Paleispark
  - De Vlijt
  - Stadhoudersmolen
  - Hommelbrink

## Bezienswaardigheden

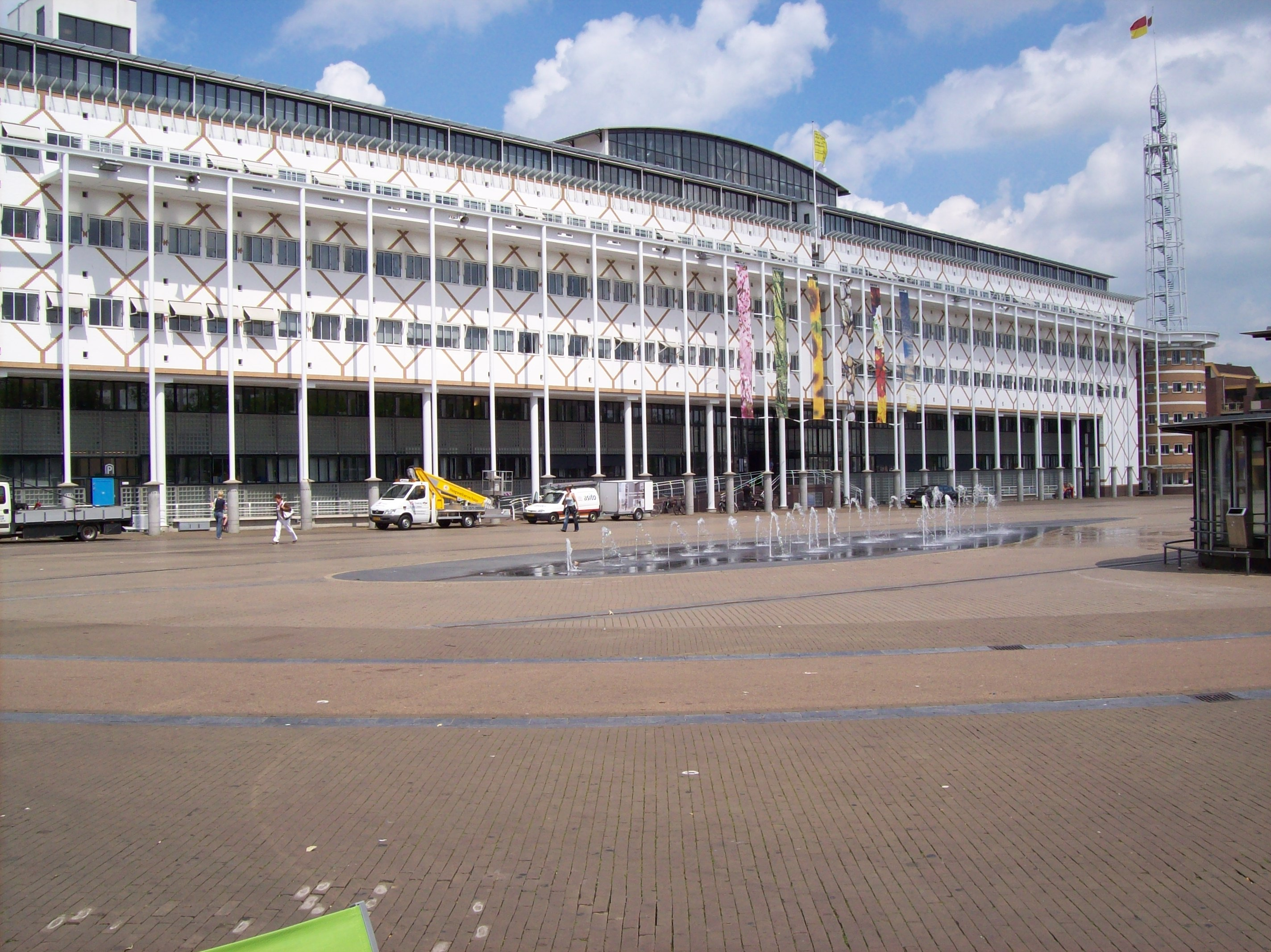
Stadhuis

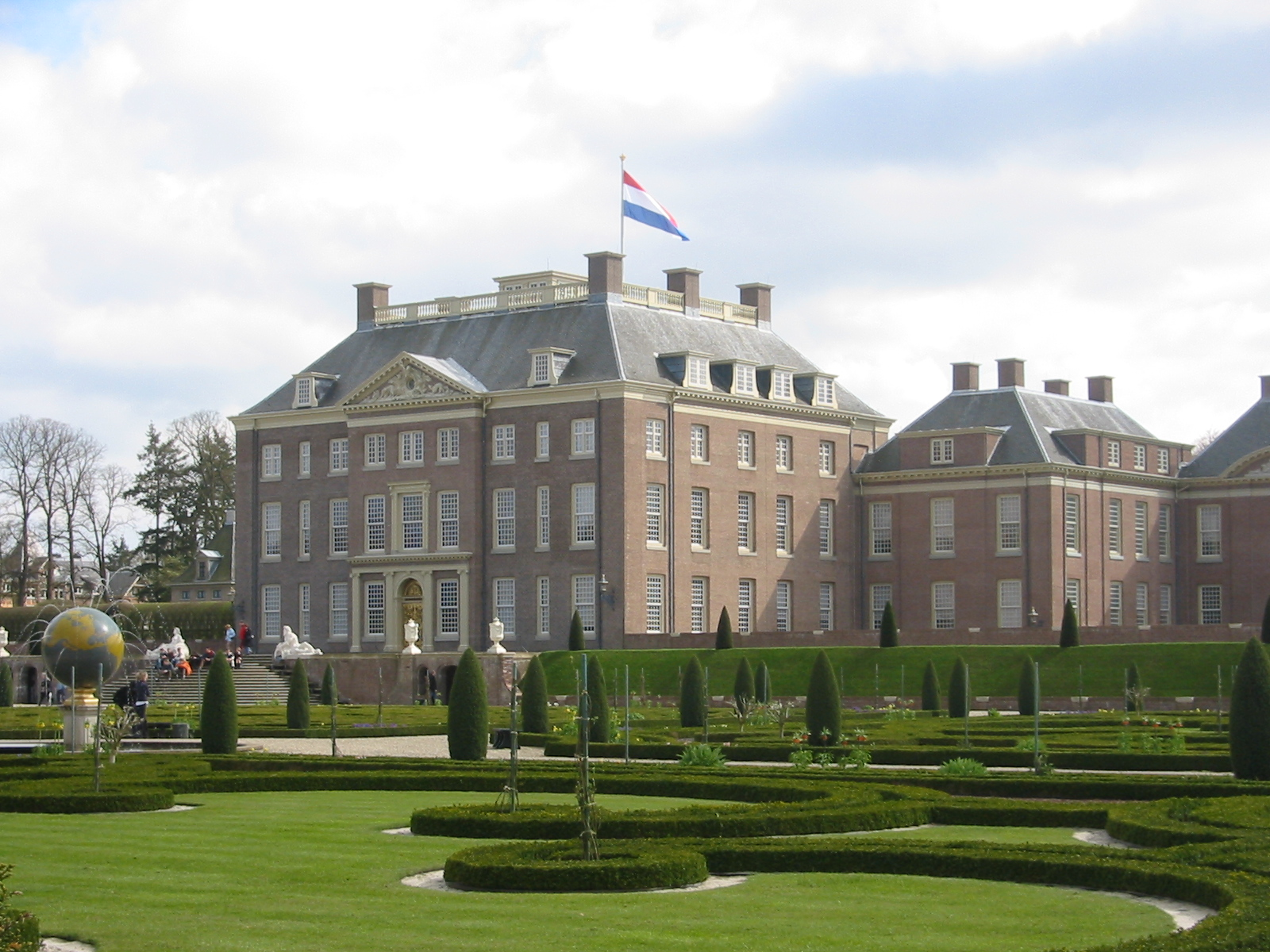
Paleis Het Loo

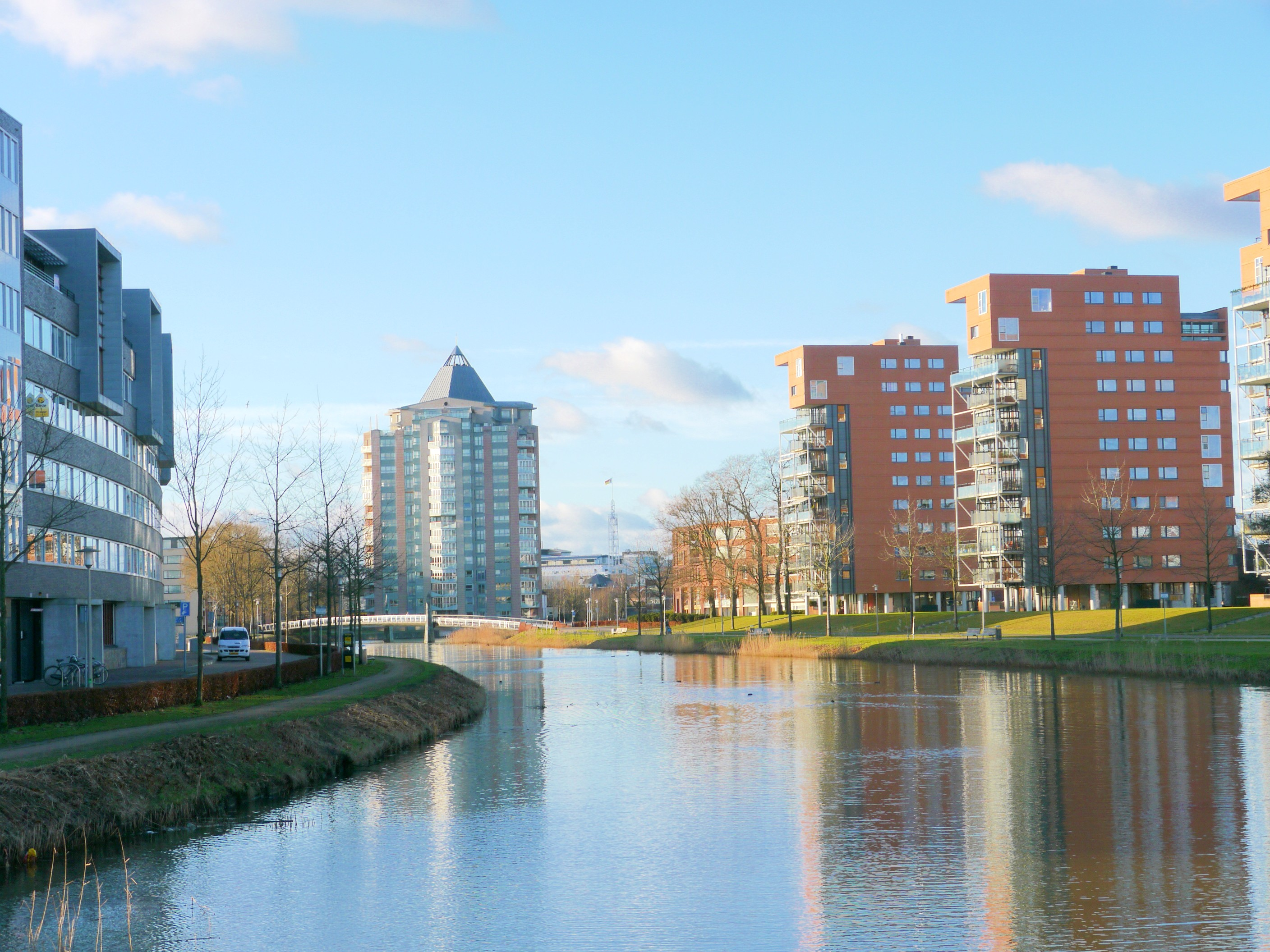
Kanaaloevers Apeldoorn

Apeldoorn is vooral bekend door de reclames van Centraal Beheer ("even Apeldoorn bellen") en door attracties als Apenheul, Julianatoren en Paleis Het Loo. Verder is Apeldoorn het stedelijk middelpunt van Nederlands grootste aaneengesloten bos- en natuurgebied, de Veluwe.
In De Parkenbuurt, ten noorden van het centrum, staan veel oude herenhuizen, soms rijk versierd met ornamenten. Er is in deze wijk voor Apeldoornse begrippen veel groen. In 2005 is de wijk rijksbeschermd stadsgezicht geworden.
De villawijk Berg en Bos wordt gekenmerkt door zijn ruime opzet, ‘meanderende’ lanen en een constellatie van de aanwezige bebouwing en de nog alom aanwezige bebossing. De wijk wordt vaak vergeleken met de villawijken in Blaricum en Laren (het Gooi). Aan de rand van deze wijk liggen het Boschbad en het Natuurpark Berg & Bos.
Het centrum van Apeldoorn is een mengsel van oud en nieuw. In delen van het centrum is de oude dorpskern goed te herkennen. In de hele stad staan zo'n 580 monumentale objecten, onderverdeeld in circa 450 gemeentelijke monumenten en "beeldbepalende panden" en 132 rijksmonumenten. De gemeente duidt de stad aan als "een typisch 19de-eeuwse monumentenstad". Echter met name oude winkelpanden zijn vaak, in elk geval op de begane grond, ingrijpend gemoderniseerd, waardoor ze veel van hun oorspronkelijke karakter verloren hebben. Het centrum heeft vooral een modern uiterlijk. Er zijn veel winkelmogelijkheden, vooral geconcentreerd langs de Hoofdstraat en het overdekte winkelcentrum de Oranjerie. Zoals in veel steden zijn verreweg de meeste winkels echter filialen van de landelijke grote ketens en zijn er verhoudingsgewijs weinig lokale of speciaalzaken. De gemeente Apeldoorn heeft plannen gemaakt om de binnenstad de komende jaren aantrekkelijker te maken, zodat deze zich op den duur kan meten met de binnensteden van in grootte vergelijkbare steden als Arnhem en Nijmegen.
Ook is in de binnenstad van Apeldoorn in het kader van "herleef de beek" een oude beek, de Grift, weer bovengronds gehaald. Deze beek maakte deel uit van de vele sprengen die Apeldoorn en omgeving rijk is. Deze sprengen waren grotendeels onder de grond verplaatst, maar worden nu dus weer "heropend".
De begraafplaats Heidehof in Ugchelen (een dorp tegen Apeldoorn aan) is aangelegd in de Veluwse bossen nabij Apeldoorn. Op de begraafplaats liggen in de Tweede Wereldoorlog gesneuvelde, geallieerde militairen. Daarnaast is er ook het Crematorium Heidehof gevestigd; de twee staan juridisch los van elkaar.
Zie ook
- Lijst van rijksmonumenten in Apeldoorn (stad)
- Lijst van gemeentelijke monumenten in Apeldoorn (plaats)

## Kunst en cultuur

### Musea
- Nationaal Museum Paleis Het Loo

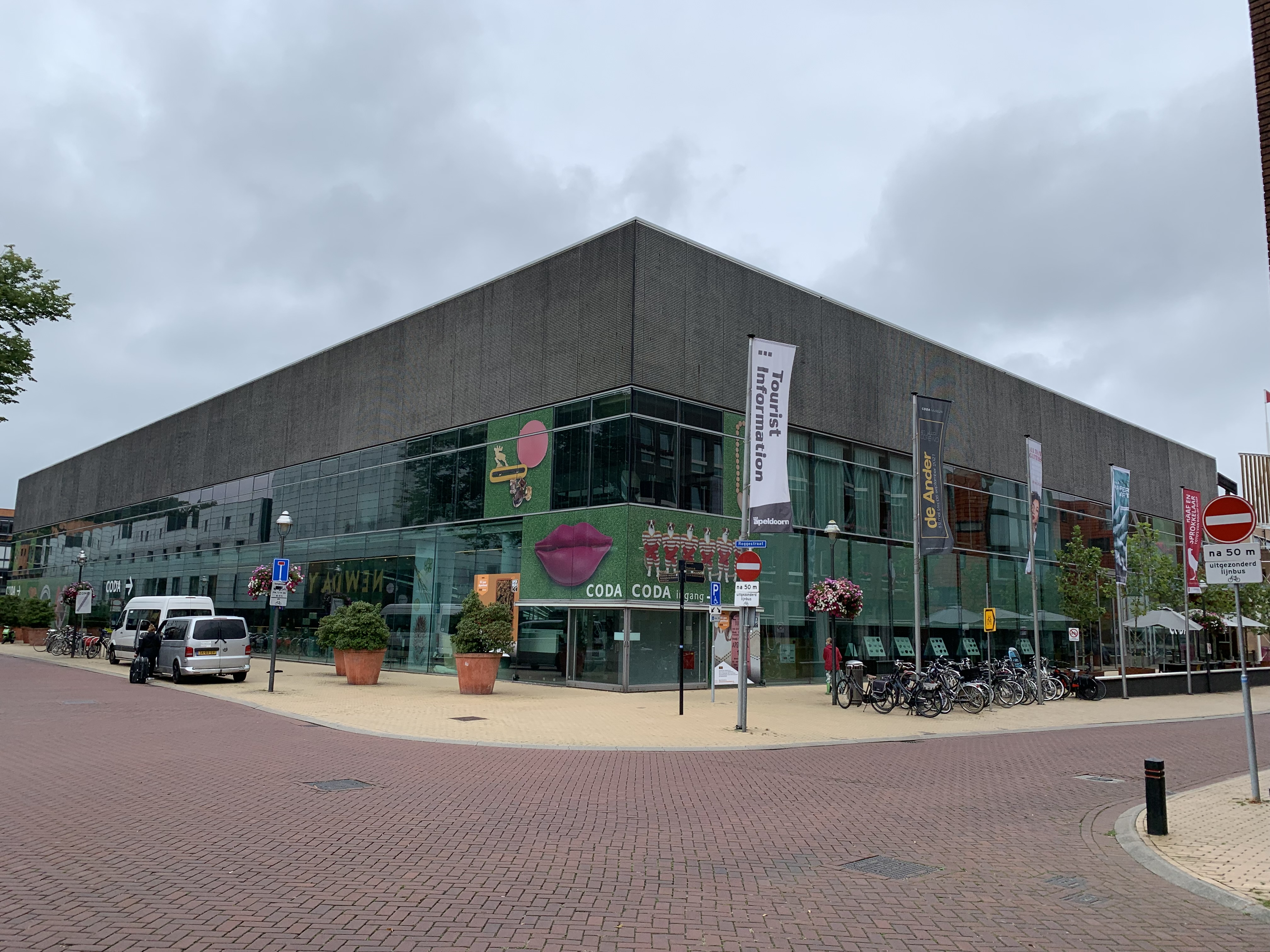
CODA museum

- CODA (Cultuur Onder Dak Apeldoorn) is een samenvoeging van de centrale bibliotheek, het voormalig Van Reekum en het voormalig Apeldoorns Historisch Museum.
- Museum van de Kanselarij van de Nederlandse Ridderorden
- Veluwsche Stoomtrein Maatschappij
- Herinneringscentrum Apeldoornse Bosch
- Het Nederlands Politiemuseum, in 2007 gesloten en in 2014 opgegaan in het Veiligheidsmuseum PIT in Almere.
- Museum voor Kunst in de Openbare Ruimte

### Cultuur

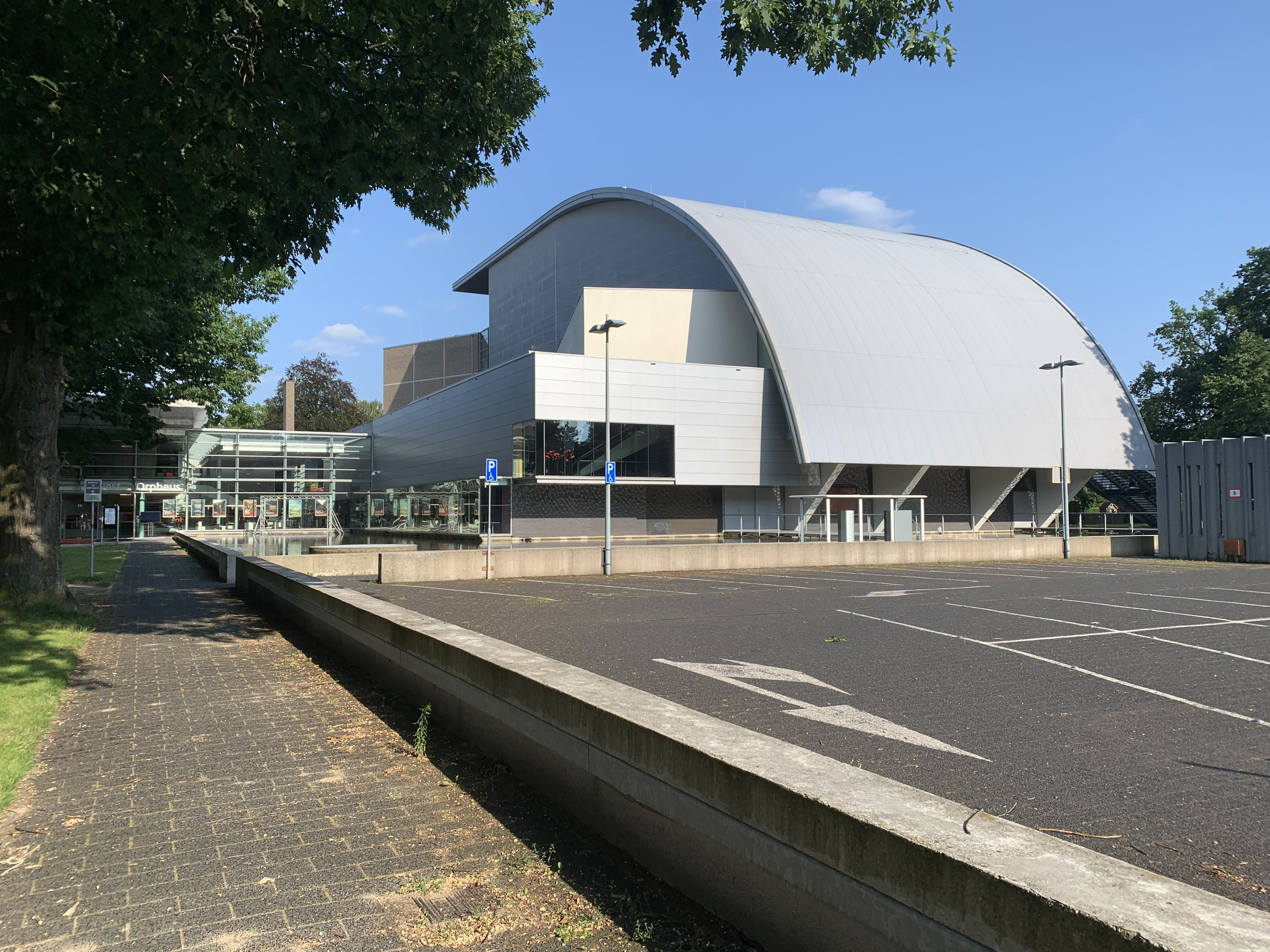
Schouwburg Orpheus

- Schouwburg Orpheus is een van de vijf grootste theaters van Nederland.
- Het Zwitsaltheater is gevestigd in een fabriekshal van de voormalige Zwitsalfabriek
- In Podium & Filmtheater Gigant zijn een popzaal, twee filmzalen en een theaterzaal gehuisvest. De theaterzaal wordt ook als derde filmzaal gebruikt.
- Vue Bioscopen verzorgt het commerciële filmaanbod.
- Het ACEC (Apeldoorns Centrum voor Eigentijdse Cultuur) is een tentoonstellingsruimte en activiteitencentrum. Naast wisselende exposities vinden er verschillende evenementen plaats, zoals (muziek)voorstellingen, lezingen en workshops.

### Evenementen
- Het jaarlijkse jazzmuziekfestival Jazz in the Woods (tot en met 2012).
- Het Tempo Doeloe-festival is een Nederlands-Indisch evenement dat elk jaar plaatsvindt op de derde vrijdag van augustus.
- Het Highlands Festival, een openlucht-filmfestival in Natuurpark Berg & Bos.
- Bruisend Apeldoorn is een jaarlijks bierfestival.
- De Harleydag Apeldoorn op tweede Pinksterdag.
- Op de avond voor Koningsdag (in Apeldoorn 'Prinsennacht' genoemd) vindt elk jaar 's avonds het evenement Stationsdance plaats.
- In de zomerperiode is in Natuurpark Berg & Bos het jaarlijkse festijn Lumido. Het park is 's avonds in diverse kleuren verlicht, met diverse showelementen op het water.
- Openlucht Film Festival. In Natuurpark Berg & Bos worden jaarlijks in een buitenbioscoop op een groot filmdoek een week lang topfilms vertoond.
- Het jaarlijkse Drakenbootfestival op het Apeldoorns Kanaal in het centrum.
- Dancetour. Sinds 2008 vindt dit dance-evenement jaarlijks plaats in augustus op het Marktplein.
- Vanaf 2010 vindt jaarlijks in de derde week van oktober het herfstfestival Roots in the Woods plaats.
- In 2017 werd 3FM Serious Request (3FM Serious Request 2017) georganiseerd in Apeldoorn. Het glazen huis stond dat jaar op het marktplein in de binnenstad.
- In 2019 vond de landelijke intocht van Sinterklaas plaats in Apeldoorn.

### Media
Er zijn verschillende grote mediabedrijven in Apeldoorn gehuisvest. Een voorbeeld hiervan is Wegener. De Koninklijke Wegener NV is de uitgever van o.a. de Stentor, De Gelderlander, Brabants Dagblad, BN DeStem, Tubantia en Eindhovens Dagblad. In 2015 werd Wegener overgenomen door De Persgroep. Andere bekende mediabedrijven zijn Erdee Media Groep en NL Media Groep.
Samen1 is sinds 1 juni 2021 de publieke lokale omroep en is onderdeel van de Valouwe Media Stichting . De gemeente Apeldoorn en het Commissariaat voor de Media kenden de licentie voor 2021-2026 toe aan de Valouwe Media Stichting. De omroep nam het stokje over van RTV Apeldoorn, die van 2005 tot mei 2021 de officiële lokale radio-en-televisiezender was. RTV Apeldoorn zette de uitzendingen voort en is sindsdien niet meer te beluisteren via FM maar alleen nog via DAB+ en internet.  Naast de lokale omroepen is ook de christelijke televisiezender Family7 in Apeldoorn gehuisvest.

## Winkels en markten

### Winkelen

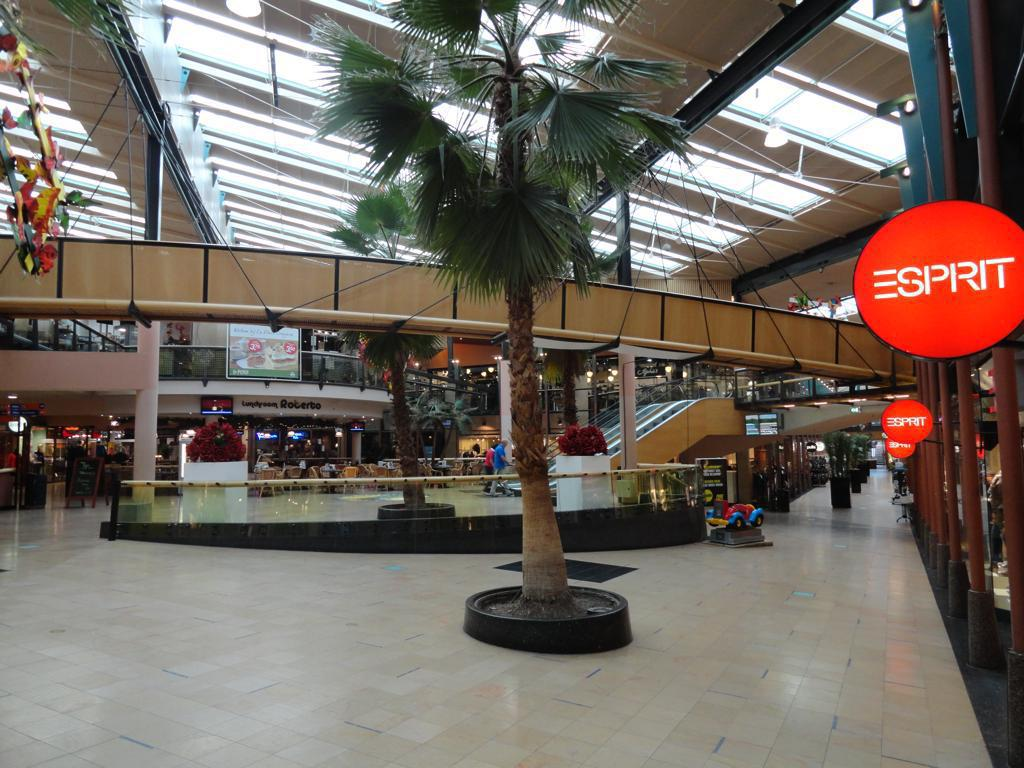
Winkelcentrum Oranjerie

De hoofdmoot van het winkelaanbod bevindt zich in de binnenstad, met onder meer het overdekte winkelcentrum Oranjerie. Aan de oostkant van Apeldoorn bevindt zich een woonboulevard. Daar vlakbij bevindt zich het winkelcentrum bij Omnisport.
Verder zijn er diverse (overdekte) winkelcentra in de verschillende wijken van Apeldoorn. Van maandag tot en met zaterdag vinden er in de wijken warenmarkten plaats. 

### Winkelcentra
- De Eglantier
- De Maat
- Gildehof
- Anklaar
- De Mheen
- 't Fort
- Hart van Zuid
- De Kayershof
- Schubertplein
- Maasstraat
- Ordenplein
- Kerschoten
- Oranjerie
- De Voorwaarts
- Woonboulevard

### Markten
Er zijn in Apeldoorn diverse weekmarkten:
- Maandag: Marktplein (Centrum)
- Dinsdag: Eglantierlaan (Zuid-Oost)
- Woensdag: Marktplein (Centrum)
- Woensdag: Het Fort (Oost)
- Donderdag: Operaplein (Noord-Oost)
- Donderdag: Leienplein (Centrum)
- Vrijdag: Schubertplein (Zuid)
- Zaterdag: Marktplein (Centrum)

## Kerken

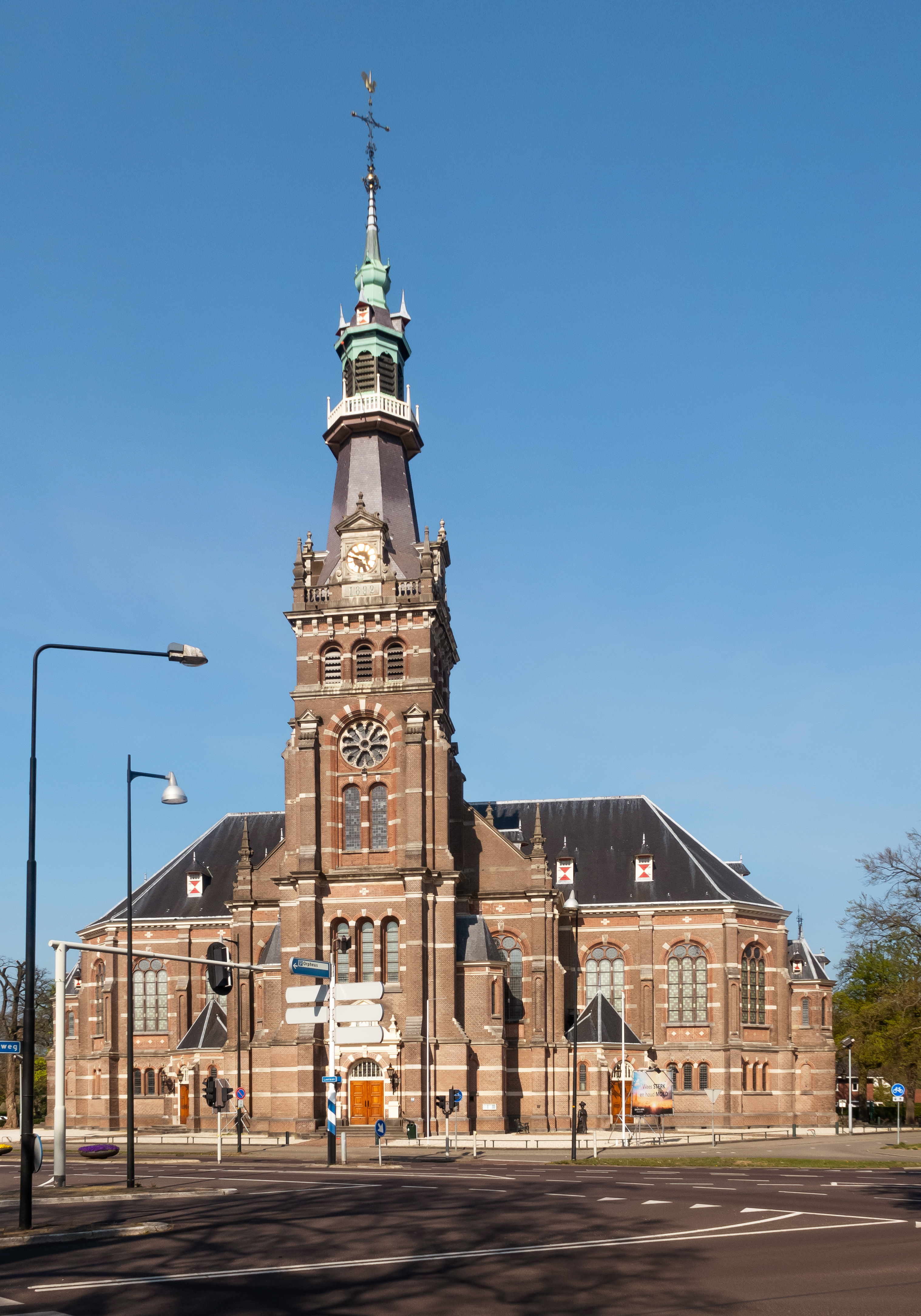
Apeldoorn, Grote Kerk

In Apeldoorn staat de Grote Kerk uit 1892, ook wel bekend als Koninginnekerk, gebouwd naar een ontwerp van de Rotterdamse architect Jan Verheul. Deze kerk is gesticht in 1892 door Koningin Emma. In deze Hervormde kerk bevinden zich twee koninginnenramen: één raam aangeboden aan koningin Wilhelmina en één raam aangeboden aan koningin Beatrix. In de Grote Kerk vond onder meer de oecumenische huwelijksdienst plaats van Prins Maurits van Oranje-Nassau, Van Vollenhoven en Prinses Marilène.
Apeldoorn kent ook katholieke parochiekerken. In het centrum bevindt zich de vroegere dekenale parochiekerk Maria ten Hemelopneming uit 1898, ontworpen door J.W. Boerbooms en voltooid door de architecten Jan Stuyt en Joseph Cuypers. In Apeldoorn Zuid staat de parochiekerk (1924) gewijd aan de H.H. Fabianus en Sebastianus door de toenmalige aartsbisschop van Utrecht, mgr. H. v.d. Wetering. Deze kerk is van de hand van architect Jan van Dongen jr..
Andere kerken zijn onder andere:
- De Gereformeerde Noorderkerk uit 1898 is ontworpen door J.A. Wijn.
- De Barnabaskerk uit 1920 van architect J.A. Heuvelink.
- De Hervormde Julianakerk uit 1927 is ontworpen door de architecten J.G. en P.K. Mensink.
- De doopsgezinde kerk uit 1930 is van architect G.W. van den Beld.
- De Regentessekerk van de Nederlandse Protestantenbond uit 1931 is ontworpen door architect J.H. Klosters.
- De Gereformeerde Zuiderkerk uit 1932 is ontworpen door E.J. Rotshuizen.
- De Hervormde Goede Herderkerk uit 1934 is van architect T.G. Slijkhuis.
- De RK St. Theresia uit 1939 is ontworpen door J.G.A. van Dongen.
- De RK Victorkerk is van architect H.W. Valk en is gebouwd in 1955.
- De kerk van de Gereformeerde Gemeenten uit 1959 van architect H. Berkhoff
- De Evangelische Zendingsgemeente Menorah uit 1983.

## Parken

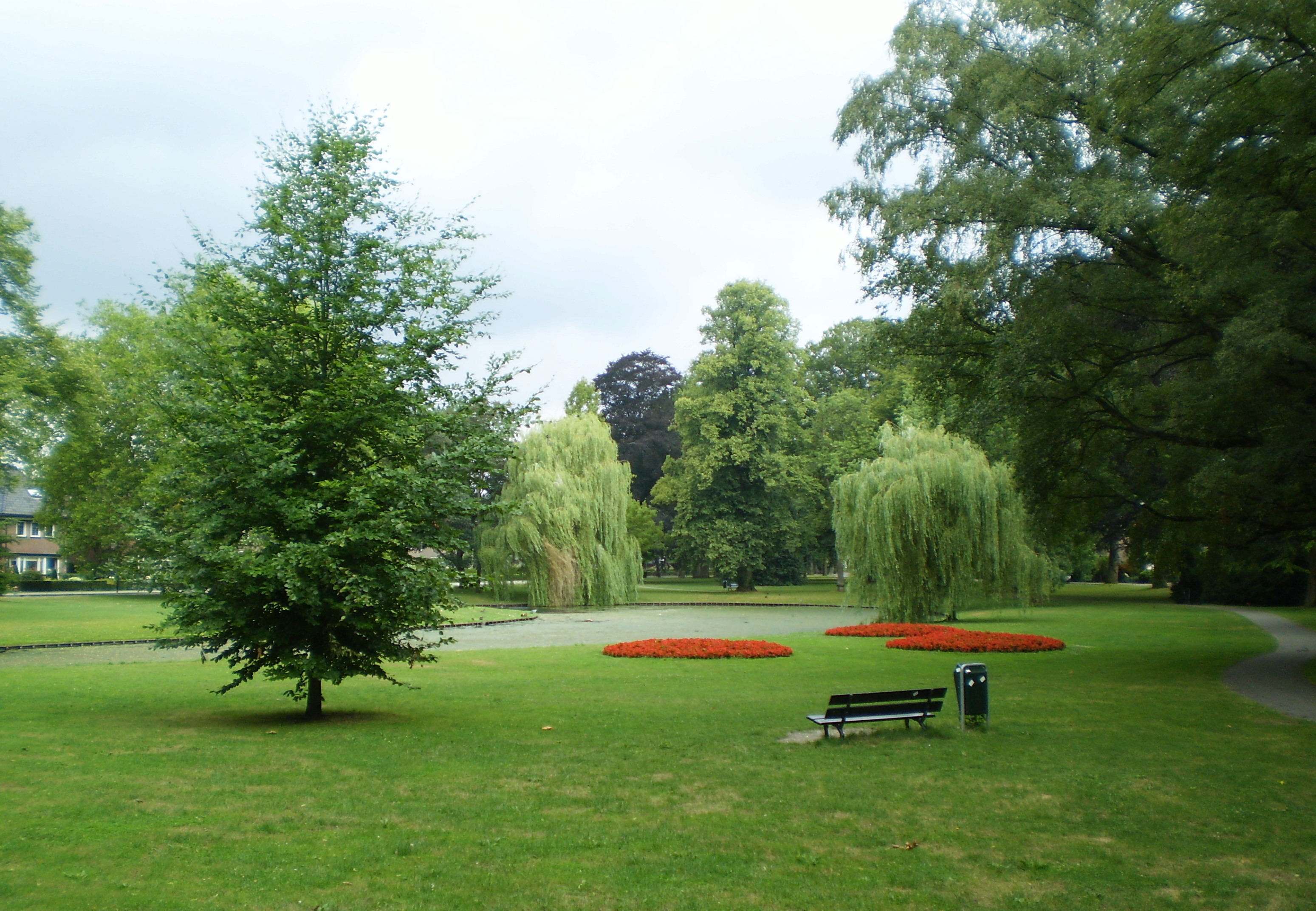
Apeldoorn, Prinsenpark

Apeldoorn heeft diverse parken. De wijk De Parken dankt zijn naam eraan. De vier parken in deze wijk zijn alle vier rijksmonumenten.
- Oranjepark (De Parken)
- Wilhelminapark (De Parken)
- Verzetsstrijderspark (De Parken)
- Prinsenpark (De Parken)
- Sprengenpark (Apeldoorn West)
- Natuurpark Berg & Bos (Apeldoorn West)
- Mheenpark (Zevenhuizen)
- Matenpark (De Maten)
- Kanaalpark (De Maten)
- Zuiderpark (Zuid)
- Westenenkerpark (Zuid)
- Park Zuidbroek Zuidbroek
- Burlingtonpark (Zonnehoeve)
- Beekpark (Apeldoorn Centrum)
- Catharina-Amaliapark (Apeldoorn Centrum)
- Havenpark (Apeldoorn Centrum)
- Woudhuispark (Woudhuis)
- Zwitsalpark

## Onderwijs

### Basisonderwijs
Anno 2025 telt Apeldoorn in totaal 57 verschillende basisscholen. Dagelijks gaan er ruim 12.600 leerlingen naar deze basisscholen. Het onderwijsaanbod is divers en bestaat uit onderstaande denominaties:
- Protestants-christelijk
- Openbaar
- Rooms-katholiek
- Islamitisch
- Gereformeerd
- Reformatorisch[15]

Wat betreft onderwijsconcepten:
- Regulier
- Dalton
- Jenaplan
- Ontwikkelingsgericht onderwijs
- Montessori
- Vrije school[15]

### Voortgezet onderwijs
In de wijk De Parken vindt men twee middelbare scholen in monumentale gebouwen: de Koninklijke Scholengemeenschap (KSG) uit 1877 met onderwijs op de niveaus mavo, havo, atheneum en tweetalig vwo, en het Gymnasium Apeldoorn uit 1913, een categoriaal gymnasium. Andere middelbare scholen in Apeldoorn zijn:
- De Heemgaard (mavo, havo en atheneum)
- Veluws College Cortenbosch (vmbo)
- Veluws College Mheenpark (mavo, havo, atheneum en vwo+)
- Veluws College Walterbosch (havo, atheneum, gymnasium en technasium)
- Edison College (vmbo)
- Christelijk Lyceum (mavo, havo, atheneum en gymnasium)
- Sprengeloo (vmbo)
- Praktijkschool Apeldoorn (openbare praktijkschool)
- Jacobus Fruytier Scholengemeenschap (vwo, havo, vmbo)
- Oscar Orthopedagogisch en didactisch centrum voor de regio Apeldoorn; deze school is in 2015 opgeheven wegens bezuinigingen.

### Middelbaar en hoger onderwijs
In 2007 werd aan de zuidkant van het centraal station een nieuw gebouw van Aventus in gebruik genomen. Voorheen zat het ROC over zeven locaties verspreid over Apeldoorn. Dit is nu geconcentreerd in één gebouw waar ruim achtduizend leerlingen les krijgen.
In samenwerking met Saxion Hogescholen en de Christelijke Hogeschool Windesheim wil de gemeente Apeldoorn het aantal hbo-opleidingen de komende jaren uitbreiden. Zo wil Apeldoorn in de toekomst op onderwijsgebied kunnen concurreren met steden als Arnhem, Zwolle en Enschede. Sinds 2010 is in het gebouw van ROC Aventus Apeldoorn de Hogeschool Wittenborg gevestigd. Deze nam in 2015 een nieuwe vestiging in gebruik aan de noordkant van het station, op het terrein van de voormalige Nettenfabriek. Daar is in 2016 tevens een locatie van Saxion geopend. Eerder vestigde zich de Fotovakschool al op dit terrein.
De enige universiteit die Apeldoorn rijk is, is verbonden aan de Christelijke Gereformeerde Kerken. Sinds 1919 bevindt zich aan het Wilhelminapark de Theologische Universiteit Apeldoorn (TUA). In de jaren tachtig heeft de Theologische Hogeschool het predicaat universiteit gekregen.

### Overig
In Apeldoorn zijn de concernlocatie van de Nederlandse Politieacademie en het Opleidings-, Trainings- en Kenniscentrum van de Koninklijke Marechaussee (OTCKMar) gevestigd.

## Bereikbaarheid

### Autosnelwegen
Apeldoorn is per snelweg bereikbaar via de rijkswegen A1 en A50. Deze kruisen elkaar op het knooppunt Beekbergen. Op de A50 tussen Arnhem en Apeldoorn en het A1-traject tussen Apeldoorn en Deventer-Oost zijn medio 2006 spits- respectievelijk plusstroken in gebruik genomen. Door minister Peijs zijn deze spits- en plusstroken geopend.

### Treinstations
Apeldoorn beschikt over drie spoorwegstations: station Apeldoorn, station Apeldoorn Osseveld en station Apeldoorn De Maten.

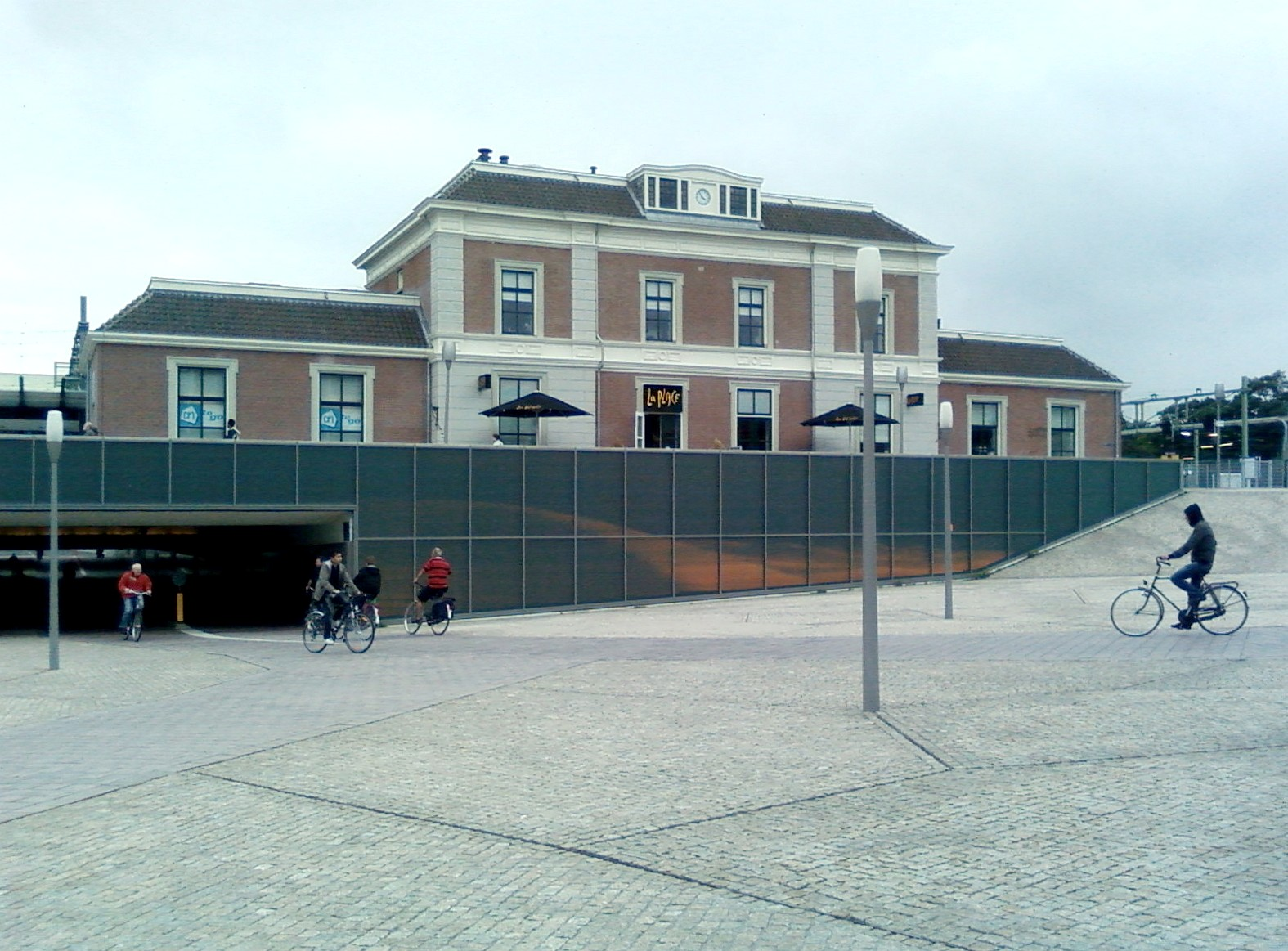
Centraal station Apeldoorn
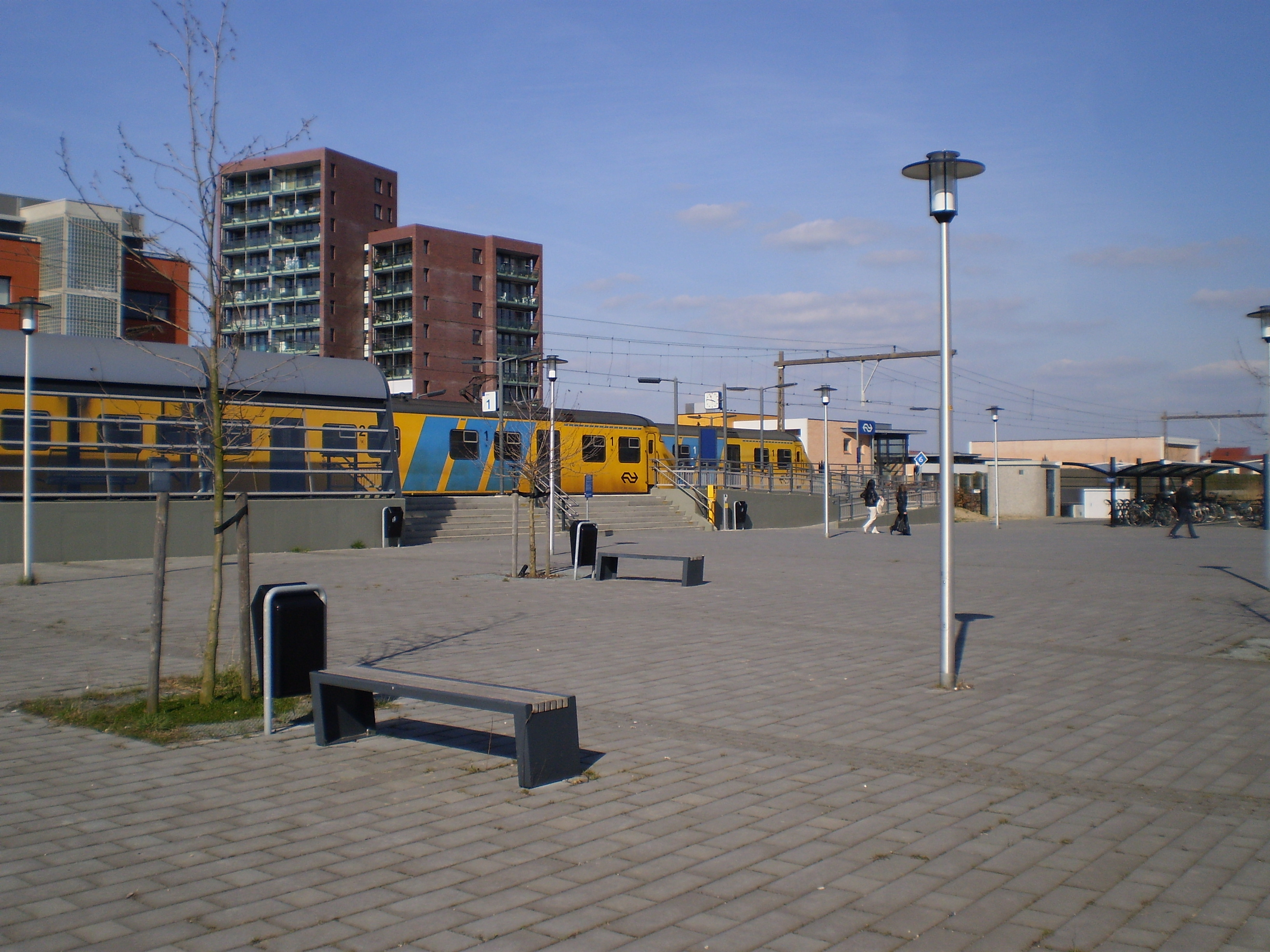
Station Apeldoorn Osseveld
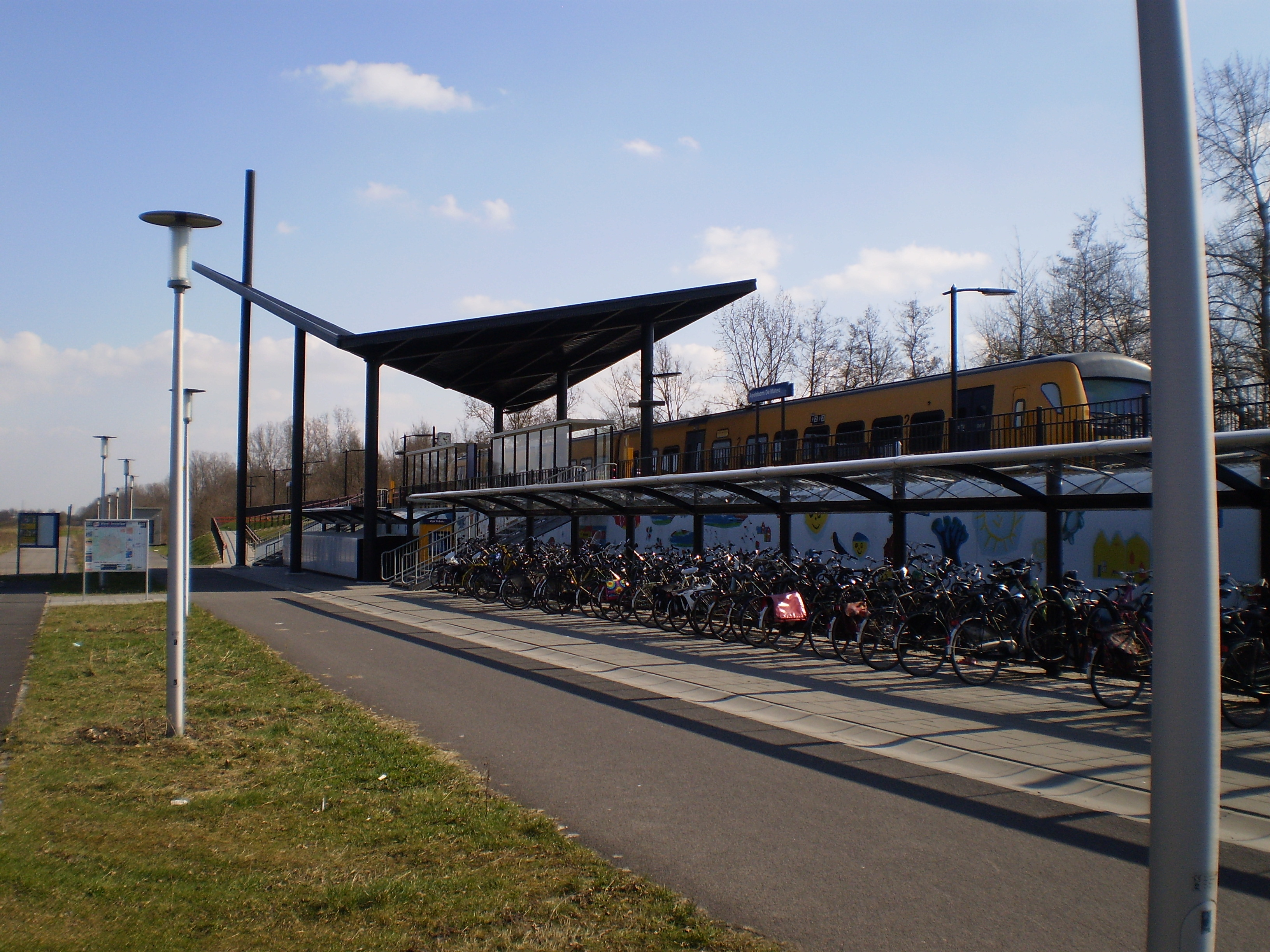
Station Apeldoorn De Maten

Tussen station Amersfoort en station Deventer stopt de intercity in de spits viermaal, en daarbuiten tweemaal per uur op station Apeldoorn. Hierdoor kent Apeldoorn een snelle en directe verbinding met Amsterdam, Deventer, Schiphol, Den Haag, Utrecht en Enschede. Tussen station Zutphen en station Apeldoorn rijdt een stoptrein met een stop bij halte Apeldoorn De Maten. Tussen Deventer en Apeldoorn rijdt een sprinter die stopt op de stations Twello en Apeldoorn Osseveld.
Vanaf 10 december 2006 stoppen ook de internationale treinen weer op station Apeldoorn, zoals dat tot 1995 gebruikelijk was. Hierdoor heeft Apeldoorn weer een rechtstreekse verbinding met Rheine, Osnabrück, Hannover, Wolfsburg en Berlijn in Duitsland. Ook rijden per deze datum sprinters richting Deventer en Almelo, die op de nieuwe stations Apeldoorn Osseveld en Twello stoppen. Eveneens per deze datum is het station Apeldoorn De Maten, gelegen aan de lijn Apeldoorn – Zutphen, in gebruik genomen.
Het gebied rondom het centraal station heeft in de jaren rond 2010 een facelift gekregen. Het station zelf is gerenoveerd en is omgeven door een nieuw plein en fiets- en voetgangerstunnel. Het stationsgebied werd in januari 2008 officieel 'geopend'.
Om de mogelijkheden voor treinverkeer tussen Apeldoorn en Amersfoort uit te breiden zijn er plannen voor een station Apeldoorn West.

### Ringweg
Een ringweg in de bebouwde kom van Apeldoorn zorgt voor de bereikbaarheid van de wijken van de stad.

### Stadsbus
De verschillende wijken van de stad zijn bovendien verbonden door dertien stadsbuslijnen: lijnen 1 t/m 4, 8 en 10 t/m 17. De stadsdienst wordt verzorgd door EBS onder de naam RRReis. De stadsbussen van het merk BYD zijn volledig elektrisch en rijden, afhankelijk van de lijn en het tijdstip, om het kwartier of halfuur en sluiten altijd op elkaar aan. Op proef reed in Apeldoorn tussen 2008 en 2010 ook The Whisper, een elektrisch aangedreven fluisterbus waarbij de motoren in het wiel zelf zitten: een uitvinding van het Apeldoornse bedrijf e-Traction.

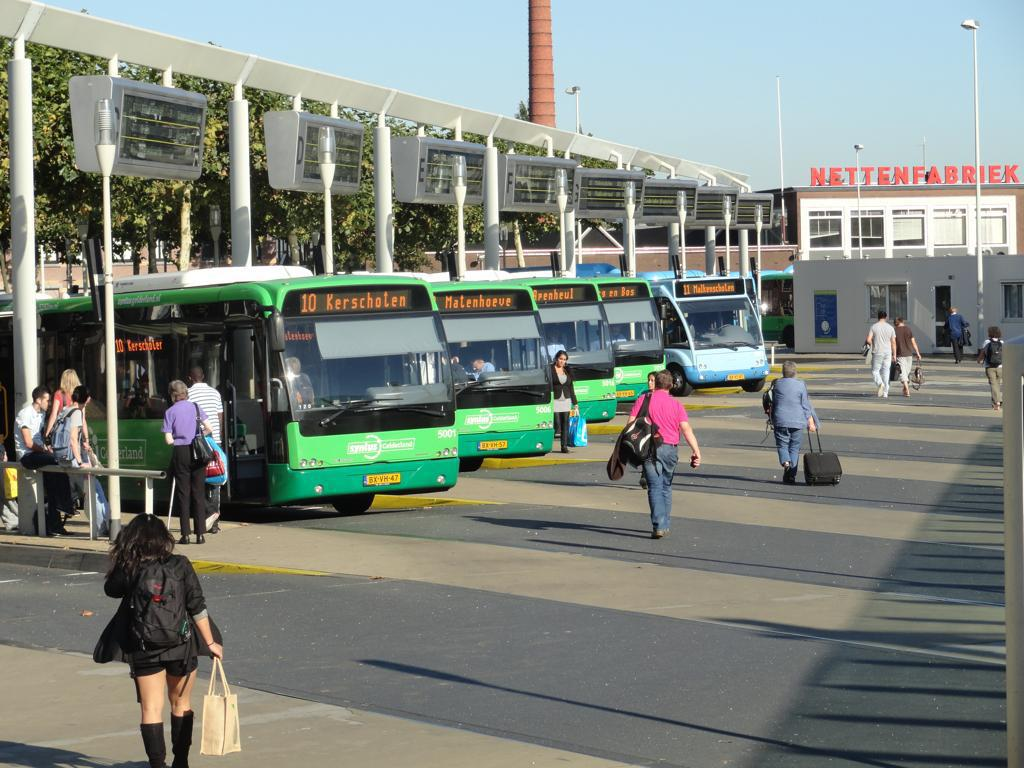
Busstation Apeldoorn
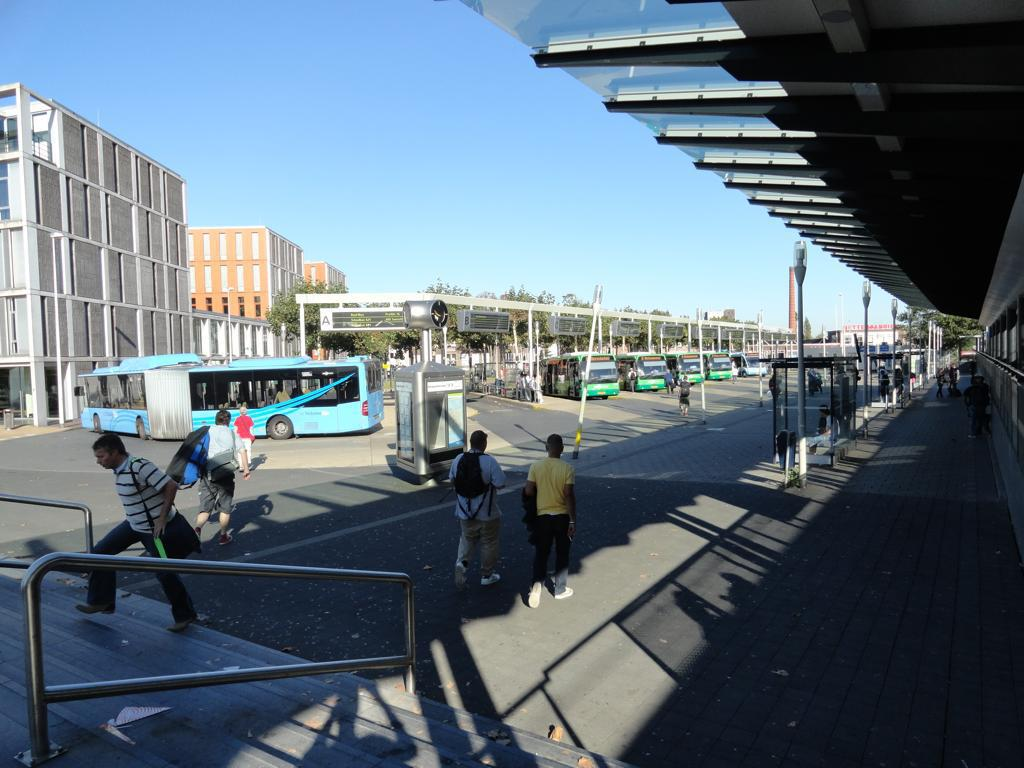
Busstation Apeldoorn
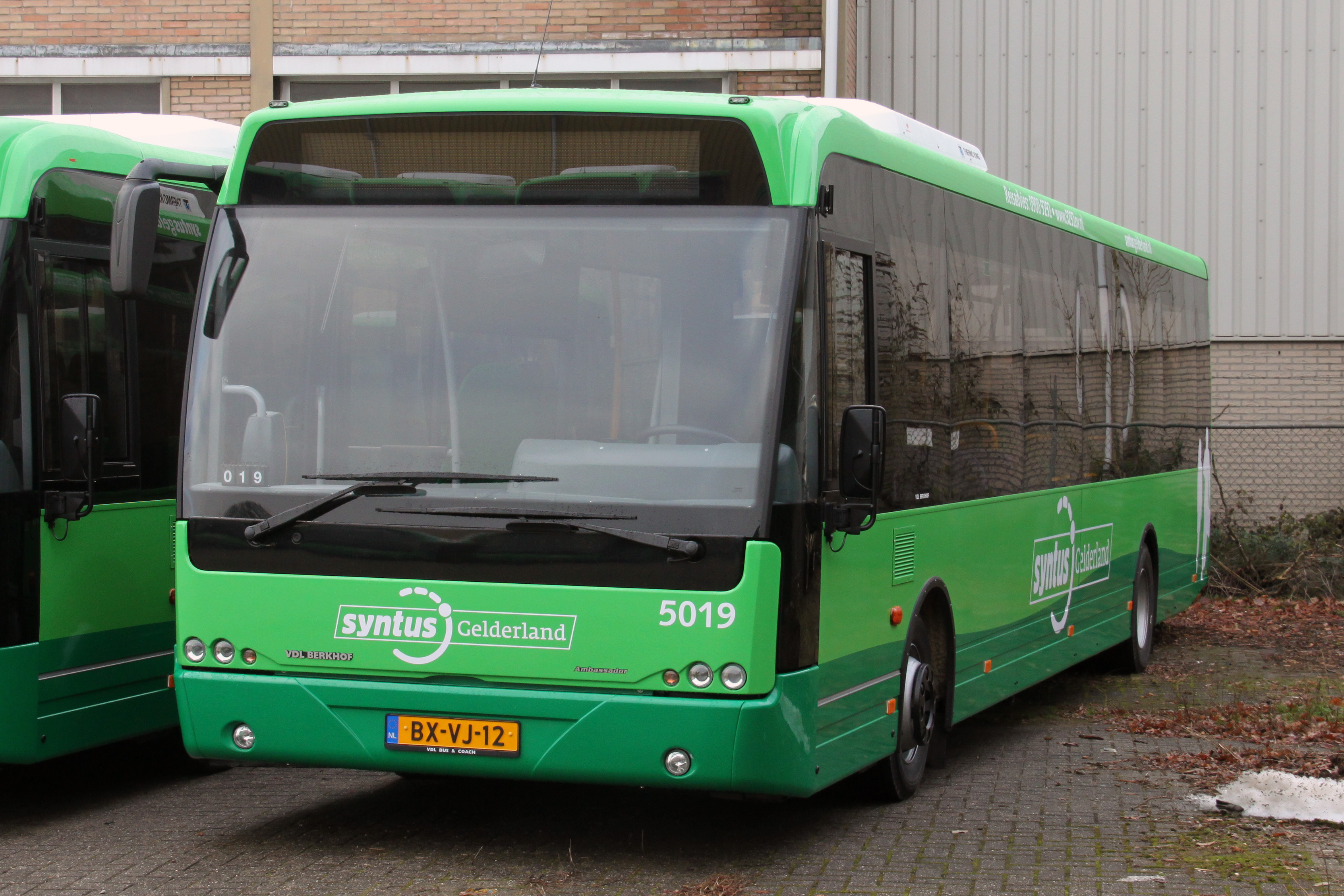
De voormalige groene "Stadsdienst Apeldoorn"-bus (Berkhof Ambassador) van Syntus
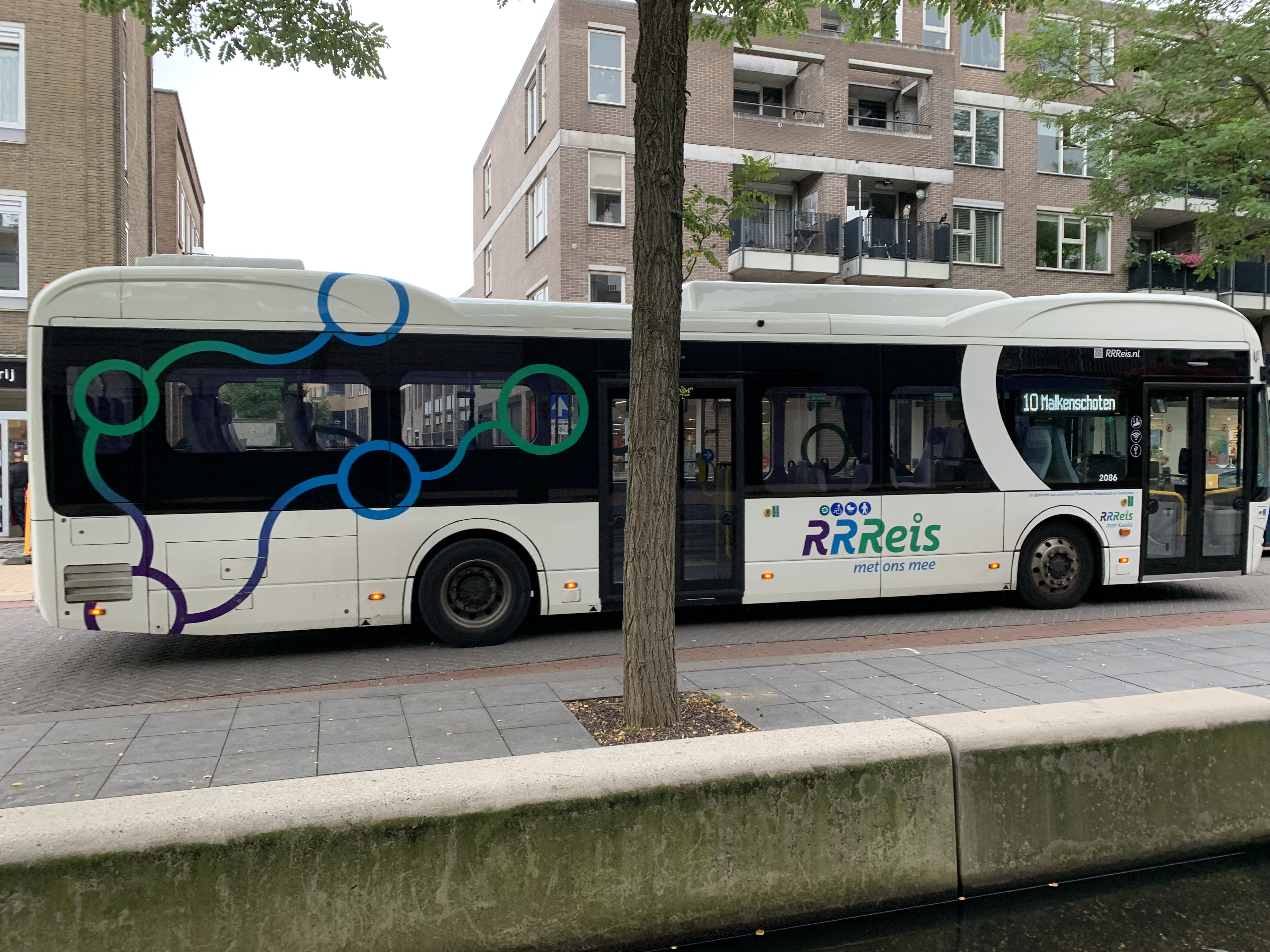
Stadsdienst Apeldoorn (RRReis)

### Vliegveld

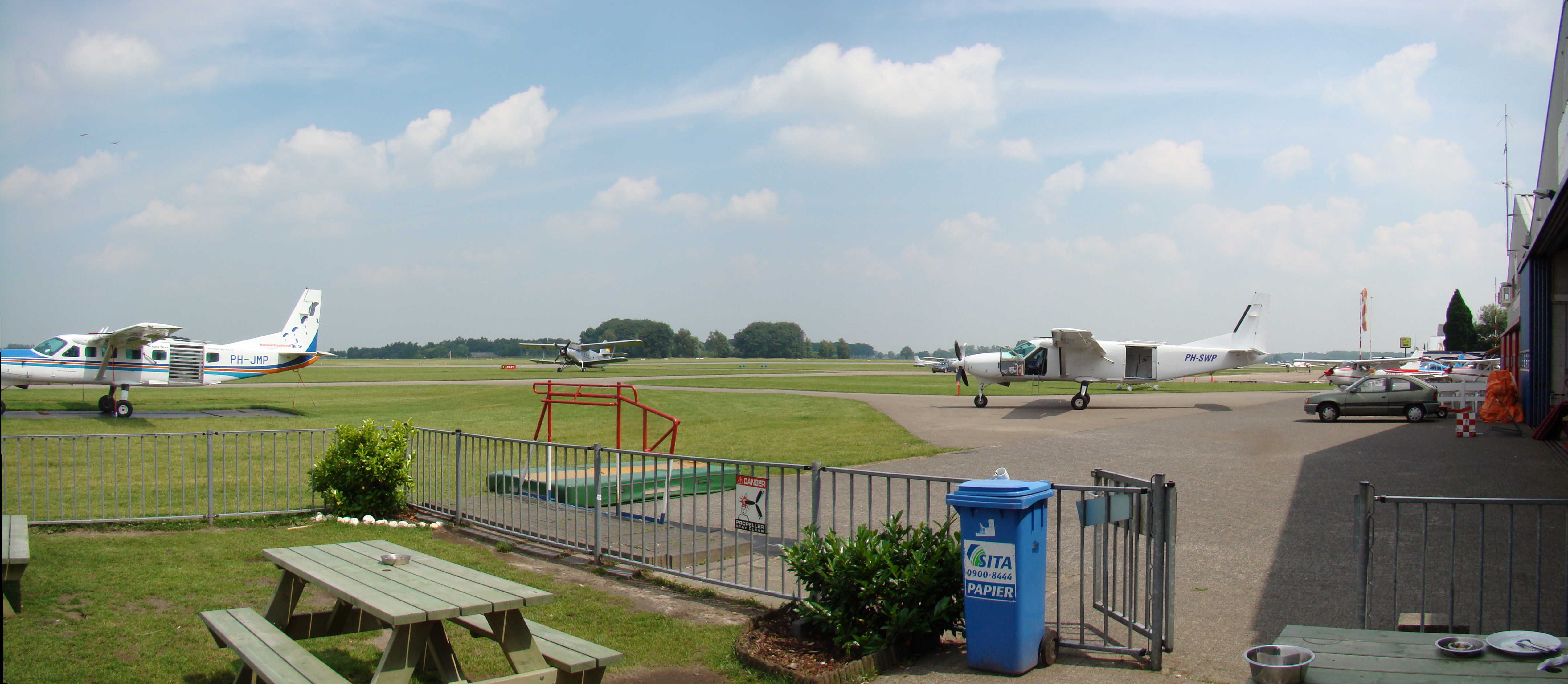
Vliegveld Teuge

Ten noordoosten van de stad ligt Vliegveld Teuge. Het vliegveld is geopend in 1935 en wordt gebruikt voor binnenlandse en internationale burgerluchtvaart.

## Sport

### Verenigingen
In Apeldoorn zijn meerdere sportverenigingen:
- AGOVV, een voormalige profvoetbalclub die vanaf het seizoen 2022/'23 in de 2e klasse amateurs speelt.
- Handbalvereniging Achilles Apeldoorn.
- Alterno, het damesteam speelt volleybal in de Eredivisie (Nederlands volleybal).
- Hockeyclub AMHC.
- ARV De Grift, Apeldoornse roeivereniging, opgericht in 2005, roeit op het Apeldoorns Kanaal.
- AV '34, de Apeldoornse atletiekclub, opgericht in 1934.
- CSV Apeldoorn, het eerste herenteam speelt in de Vierde Divisie.
- Hockeyclub Ares.
- Korfbalvereniging KV Apeldoorn.
- Robur et Velocitas, een van de oudste voetbalclubs van Nederland en de oudste van Gelderland.
- Robur '58, het eerste damesteam speelt in de Hoofdklasse Softbal.
- Schaakstad Apeldoorn speelt in de meesterklasse.
- Schermvereniging Surtout (1955), voornamelijk gespecialiseerd in sabelschermen.
- Dynamo, het herenteam speelt volleybal in de Eredivisie (Nederlands volleybal).
- The Rams RFC, de Rugby Football Club Apeldoorn.
- Tafeltennisclub TTV de Veluwe is meervoudig landskampioen en heeft onder meer Paul Haldan in de geledingen gehad.
- Honk- en Softbalvereniging WSB Apeldoorn.

### Locaties

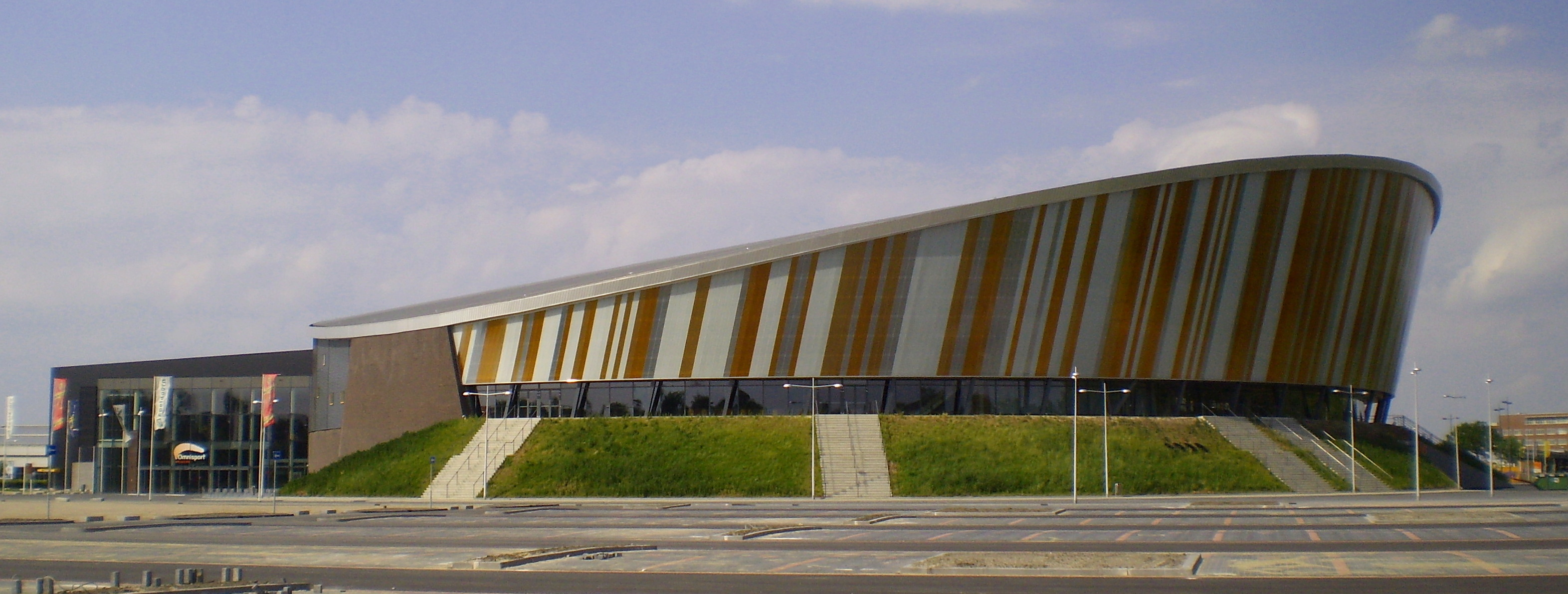
Omnisport Apeldoorn

Apeldoorn kent verschillende locaties voor sportbeoefening. Uitgebreide gelegenheden zijn Sportpark Orderbos en Sportpark Berg & Bos.
In november 2008 werd aan de oostkant van de stad Omnisport Apeldoorn geopend, een multifunctioneel sportcentrum bestemd om de A-locatie van de Koninklijk Nederlandse Atletiek Unie en de thuishaven van volleybalvereniging SV Dynamo te worden. In december van dat jaar werden hier de Nederlandse kampioenschappen baanwielrennen gehouden. In 2011 en 2018 werden er de Wereldkampioenschappen baanwielrennen gehouden.

### Overig
Iedere zomer wordt de Apeldoornse Vierdaagse gelopen, met afstanden van 20, 30, 40 of 50 kilometer. Ook ieder jaar wordt de Midwinter Marathon gelopen.
Sinds 2005 wordt elk jaar 's zomers het Drakenbootfestival gehouden op en rond het Apeldoorns Kanaal. Dit is een mix van roeisport en cultuur en de strijd gaat tussen de boten van verschillende wijken, bedrijven, verenigingen etc.
In 1971 werd in Apeldoorn het wereldkampioenschap veldrijden gehouden. De Belg Erik De Vlaeminck werd destijds wereldkampioen, hij hield de Belgen Albert Van Damme en René De Clercq achter zich.
In december 2009 werd de eerste wielerzesdaagse van Apeldoorn gehouden. De eerste winnaars werden de Nederlanders Léon van Bon en Pim Ligthart en de Duitser Robert Bartko. Tevens vindt in het Orderbos sinds 2004 de Stappenbelt Rabobank MTB Trophy plaats, een internationale mountainbikewedstrijd.
In 2016 werd de eerste etappe van de Ronde van Italië 2016 in Apeldoorn gereden. Het betrof een individuele tijdrit van 9,8 km, die werd gewonnen door de Nederlander Tom Dumoulin.

## Klimaat
Apeldoorn heeft een gematigd zeeklimaat  met milde winters en gematigde zomers. De neerslag is gelijkmatig over het jaar verdeeld maar door de ligging op de hogere gronden van de Veluwe behoort de stad tot de nattere delen van Nederland. Jaarlijks valt er gemiddeld ongeveer 925 mm neerslag terwijl het landelijk gemiddelde op circa 847 mm ligt..
| Maand                            | jan | feb | mrt | apr | mei | jun | jul | aug | sep | okt | nov | dec | Jaar |
| -------------------------------- | --- | --- | --- | --- | --- | --- | --- | --- | --- | --- | --- | --- | ---- |
| Gemiddeld maximum (°C)           | 5   | 6   | 9   | 13  | 18  | 20  | 22  | 22  | 19  | 14  | 9   | 6   | 15,3 |
| Gemiddeld minimum (°C)           | −1  | −1  | 2   | 3   | 7   | 10  | 12  | 12  | 9   | 6   | 3   | 1   | 4,6  |
|                                  |     |     |     |     |     |     |     |     |     |     |     |     |      |
| Neerslag (mm)                    | 71  | 52  | 57  | 42  | 62  | 76  | 81  | 79  | 73  | 70  | 76  | 86  | 925  |
| Bron: Klimaatinfo.nl – Apeldoorn |     |     |     |     |     |     |     |     |     |     |     |     |      |

## Bekende Apeldoorners

### Koninklijke familie
- Stadhouder Willem III van Oranje (Binnenhof (Den Haag) 1650 - Kensington Palace, Engeland 1702)
- Maria II van Engeland (Londen 1662 - aldaar 1695)
- Koning Willem III (Brussel 1817 - Apeldoorn 1890)
- Koningin Wilhelmina (Den Haag 1880 - Apeldoorn 1962)
- Prinses Margriet (Ottawa (Canada) 1943)
- Prof. mr. Pieter van Vollenhoven (Schiedam 1939)

## Landelijk bekende Apeldoornse bedrijven/werkgevers
- Agrifirm, land- en tuinbouwcoöperatie
- Belastingdienst (Centrale Administratie en de ICT)
- Centraal Beheer, verzekeringsmaatschappij
- Erdee Media Groep, uitgeverij van o.a. het Reformatorisch Dagblad
- HANOS, internationale horecagroothandel
- Kadaster
- Opleidings-, Trainings- en Kenniscentrum Koninklijke Marechaussee
- Monuta, uitvaartverzorging en -verzekering
- Politieacademie
- Remeha, producent van centrale verwarmingsproducten
- Royal Talens, fabrikant van benodigdheden voor kunstschilders en in hobbyverf
- Sandd (voormalig), postbedrijf
- Sparta (voormalig), fietsfabrikant

## Bijnaam
- Apeldoorn heet in carnavalstijd 'Knienenburg'.